# A kihalások okai

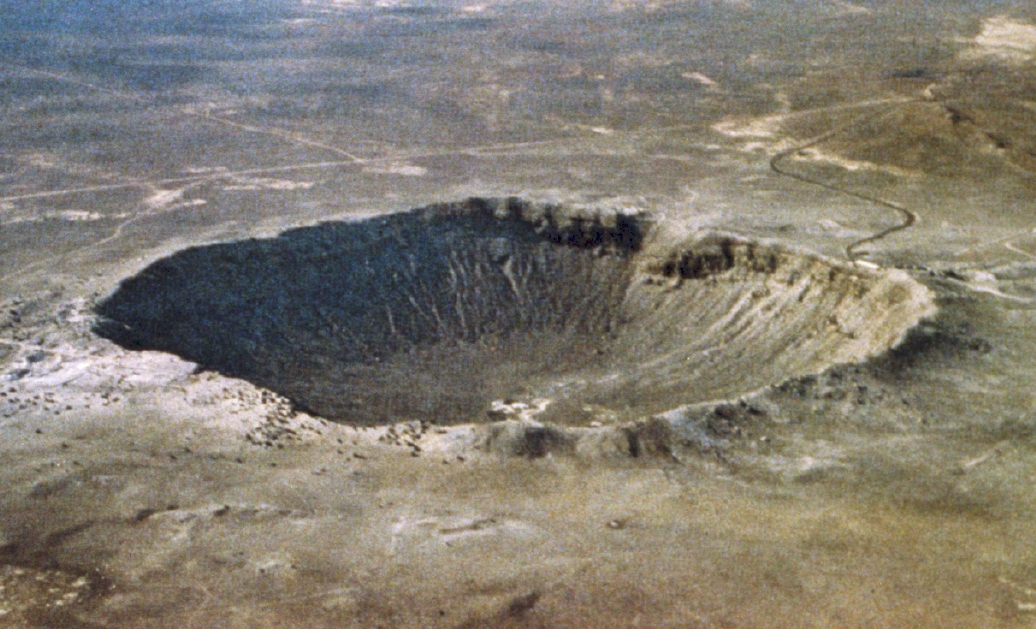
Egy viszonylag kis becsapódási kráter, a Barringer-kráter

A kihalási események az ismert élővilág drasztikus változásait, élőlények rendszertani kategóriáinak egyidejű vagy közel egyidejű eltűnését jelentik. Tömeges kihalást több földtörténeti időből ismerünk, okai azonban erősen vitatottak. A kihalás önmagában egy-egy rendszertani kategória (törzs, osztály, rend, család, nemzetség, faj) eltűnését jelenti. Ma minden nap találkozhatunk a fogalommal, szinte minden élőlénykörnek megvan a maga „vörös könyve”, melyek a közelmúltban kihalt, vagy a közeljövőben várhatóan kihaló fajokkal vannak teli. E kihalások egy részénél ismerjük az okokat, legtöbbször az emberi tevékenység az. A kréta–tercier határon azonban még nem létezett az ember. És nem létezett az „öt nagynak” nevezett „kihalási periódus” idején sem. Mára az észlelt kihalási események döntő többségét valamilyen természeti katasztrófához kötik, mióta Walter Alvarez a 66 millió évvel ezelőtti egyik nagy kihalást meteorbecsapódás következményének írta le. A katasztrófaelméletek gyakorlatilag minden más megközelítést kiszorítottak és egyre kevesebb tudós érvel a katasztrofizmus ellen. A katasztrofizmussal szemben azonban még mindig léteznek ellenérvek, ez a cikk a leggyakoribb természetes magyarázatokat mutatja be. Ezek mellett előfordulnak olyan megközelítések is, miszerint tömeges kihalási események egyáltalán nem is voltak, az összes ilyen csak bizonyos statisztikák félreértelmezésén alapul.

## A katasztrófaelméletek kialakulása

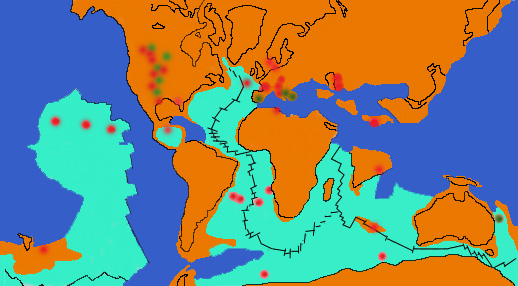
Irídium-anomáliák térképe. Piros folt: irídiumdúsulás, zöld folt: mikrotektitek

Az evolúció elméletének Charles Darwin előtt is voltak képviselői. A fajok átalakulását először Jean-Baptiste Lamarck vetette fel, előtte is tudatában voltak azonban annak, hogy a Földön ma egészen más állat- és növényvilág létezik, mint a múltban. Kövületek és egyéb fosszíliák a 16. század óta izgatták az emberek képzeletét, főleg azok a mészkőbe zárt, nyilvánvalóan tengeri életmódú kagylók, amelyeket hegyvidékeken találtak. Ezeket a vízi maradványokat óriási árvizek nyomaiként képzelték el, és hamarosan megszületett a szakaszos teremtés elmélete, mely szerint Isten a Földet többször sújtotta özönvízzel, majd minden alkalommal új életformákat hozott létre.
A darwinizmus térhódításával erről megfeledkeztek. A természetes szelekció által irányított fejlődés folytonossága eleinte meggyőző volt, majd a 20. század második felére jutottak a paleontológusok annyi adathoz, melyből már az látszott, hogy a folytonos fejlődés időnként megtört. A katasztrofizmus csak bizonyos – a tudomány akkori állása szerint megmagyarázatlan – jelenségek okaként merült fel, mint például a németországi síkságok hatalmas vándorkövei esetében. Itt óriási cunamit véltek felfedezni, amely ezeket ide tette, de ma már tudjuk, hogy a kainozoikumi eljegesedés gleccserei hordták oda őket.
Az evolúció látszólagos szakaszosságára először természetes magyarázatokat próbáltak adni, melyek nem voltak kielégítőek, mert a természettudományok nem álltak azon a fokon, hogy komplex rendszerben tudtak volna gondolkodni. A kérdéskör az 1980-as évektől mondhatni divatossá vált, leginkább azért, mert úgy tűnt, a dinoszauruszokat mintha csak elsöpörte volna valami az emlősök útjából. Ehhez hozzájárult, hogy az 1970-es évektől mind a bolygók és holdak, mind a Föld felszínén lévő kráterek egy részéről kiderült, hogy becsapódásos eredetűek. Eredetileg e krátereket kizárólag vulkanikus eredetűnek gondolták, majd felvetődött a becsapódásos keletkezés és ma már tudjuk, hogy a kozmikus ütközések valójában nagyon gyakoriak.
A dinoszauruszok pedig a közkeletű értelmezés szerint hüllők, következésképp hidegvérűek. A legegyszerűbb feltevés volt hideg periódusra, eljegesedésre gondolni, amely a hüllőket megritkította. A hideg periódusok kialakulására vonatkozóan pedig egyre nagyobb teret kaptak a katasztrófaelméletek, amelyek egyfajta nukleáris tél szindrómára vezetik vissza a változást, rövid ideig tartó, de drasztikus éghajlatváltozással. Különböző kiindulással a különböző tudományágak képviselői szinte mindig a maguk szakterületén találták meg az egyedül üdvözítő megoldást: a csillagászok például szupernóva-robbanásban, egy biokémikus elmélete szerint a szem fehérjéinek instabilitása vakságot okozott, a járványtani szakértő szerint a kontinentális élővilág keveredésekor legyek és szúnyogok által hordozott új betegségek pusztították ki őket. Amióta a többszöri kihalási csúcs bebizonyosodott, azóta a csillagászati periódusokra is hangsúly tevődött. (Lásd Milanković-elmélet.) Azonban tartós lehűlést a paleocénben nem sikerült regisztrálni, ezért egy rövid ideig tartó, valamilyen természeti katasztrófára visszavezethető, gyorsan elmúló hatású esemény feltevése látszott a legegyszerűbbnek.

## Alvarez irídium-elmélete

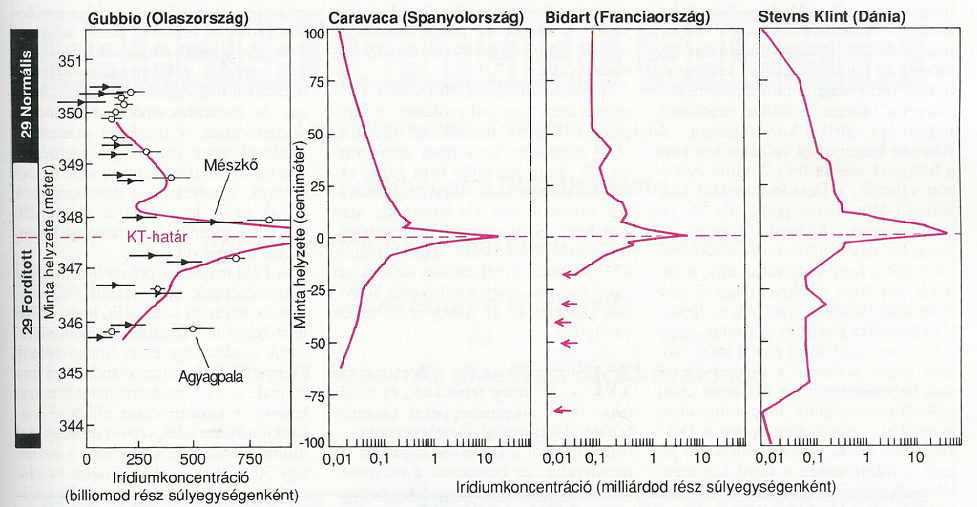
Irídium-koncentrációk grafikonja

Walter Alvarez és Frank Asaro 1980-ban a Science tudományos magazinban publikált egy cikket, amely a saját idejében viszonylag kis feltűnést keltett, mára azonban minden katasztrófaelméletnek alapvető hivatkozási alapja.
Idősebb Alvarez az olaszországi Gubbióban egy agyagréteg kiülepedésének időtartamára volt kíváncsi. A réteg a 29R jelű fordított földmágneses periódus során képződött, a térségben átlag egy centiméter vastagságú. Mezozoós foraminiferákat tanulmányozva azt vette észre, hogy e réteg alatt rengeteg likacsosházút talált, felette pedig alig-alig. Az agyagréteg kiülepedési idejének meghatározásával mód nyílt volna arra, hogy a foraminiferák megritkulásához szükséges időt megbecsülje, vagyis a tömeges kihalás időintervallumát határozta volna meg. Hasonló volt az ifjabb Alvarez által tanulmányozott rétegsor, a dániai Stevns Klint „halas agyagja”, ami felső kréta korú krétára települ és harmadidőszaki üledékekben folytatódik.
Az üledékes kőzetek általában nem alkalmasak radiometrikus mintavételre, amely a kormeghatározáshoz szükséges. Ezért az irídium-koncentrációt kezdte vizsgálni, mivel az a folytonosan szitáló kozmikus porból ismert mennyiségben ülepedik ki az agyagban. Az itt mért mennyiség nagyjából a 90-szerese annak, mint amit elvárt volna. Ezt anomáliaként értékelte, és meteorit-becsapódáshoz kötötte. Elmélete szerint a szenes kondritok a földi átlagnál körülbelül kétezerszer nagyobb koncentrációban tartalmazzák ezt az elemet, ezért a dúsulását egy ilyen meteorit becsapódása okozta. (Azonban ez a 2000-szeres koncentráció is csak 5/10 000 000 tömegszázalék.)

### Alvarez elméletének hatása
Az irídium-koncentráció felfutását azóta több, egymástól független lelőhelyen megtalálták, nagyjából mindegyik a kréta-tercier határon helyezkedik el időben, ezért az összefüggést a katasztrófaelméletek véletlenül sem vitatják. Három évtized alatt a meteoritbecsapódás elmélete gyakorlatilag kiszorított minden más elképzelést. A közép-amerikai Chicxulub-kráter megtalálásával a kérdést megoldottnak veszik. Ez a becsapódási kráter ugyanis szintén nagyjából a kréta-tercier határon van, és elég nagy méretű ahhoz, hogy a detonáció globális hatásait fel lehessen tenni. A Chicxulub-krátert kialakító földbe csapódott test átmérője mintegy 10 kilométer lehetett. A becsapódás a becslések szerint 4×1023 joule energiát szabadíthatott fel, ami 1014 tonna TNT felrobbanása keltette energiának felel meg.
A becsapódáselmélet hatására a korábbi tömeges kihalásoknál is megpróbáltak meteoritra utaló nyomokat találni és ma már gyakorlatilag az élővilág minden nagyobb léptékű változását valamilyen kataklizmának tulajdonítják. Azonban a Földet kétségkívül nagyon sok meteoritbecsapódás érte, ezért viszonylag könnyű egy-egy kihalási eseményhez valahol meteoritra utaló nyomokat találni. Az igazi bizonyíték ennek az ellenkezője lenne: ha minden ismert meteoritbecsapódáshoz kihalási eseményt lehetne kötni, ahol a hasonló nagyságrendű kataklizmát hasonló kihalási hullám követné. Sőt még azt is figyelembe kell venni, hogy a fiatal szerkezetek környékén már nem találhatók meg a régebbi nyomok, illetve még ősi kratonok esetén is nyomtalanul eltűnhettek becsapódási kráterek az erózió hatására. A kráterek legnagyobb része viszont a tengerek és óceánok aljzatán van. Az ismert kráterek többsége fiatalabb 210 millió évnél, általában is a fiatalabb kráterekből van több.
Az egyik legnagyobb ismert kráter a dél-ausztráliai Warburton-kráter, amely legalább 400 km átmérőjű, és a körülbelül 30 km vastag kérget teljes mélységében deformálta. Datálása bizonytalan, körülbelül 300–360 millió éves. A kutatók egyik legnagyobb problémája, hogy semmilyen kihalási eseményt nem tudnak a becsapódáshoz kötni. Ha lenne a lehetséges időintervallumban valamilyen kihalási esemény, akkor a kettő közti (feltételezett) összefüggés miatt a kráter datálása a kihalás időpontjához lenne kötve, mint a Chicxulub-kráter esetén. Így azonban tény, hogy a 400 km átmérőjű krátert ütő becsapódás nem okozott kihalási eseményt, míg jóval kisebb, mintegy 170–180 km átmérőjű Chicxulub esetén ezt általában nem vitatják, pusztán az egyidejűség miatt.

### Alvarez elméletének gyengéi

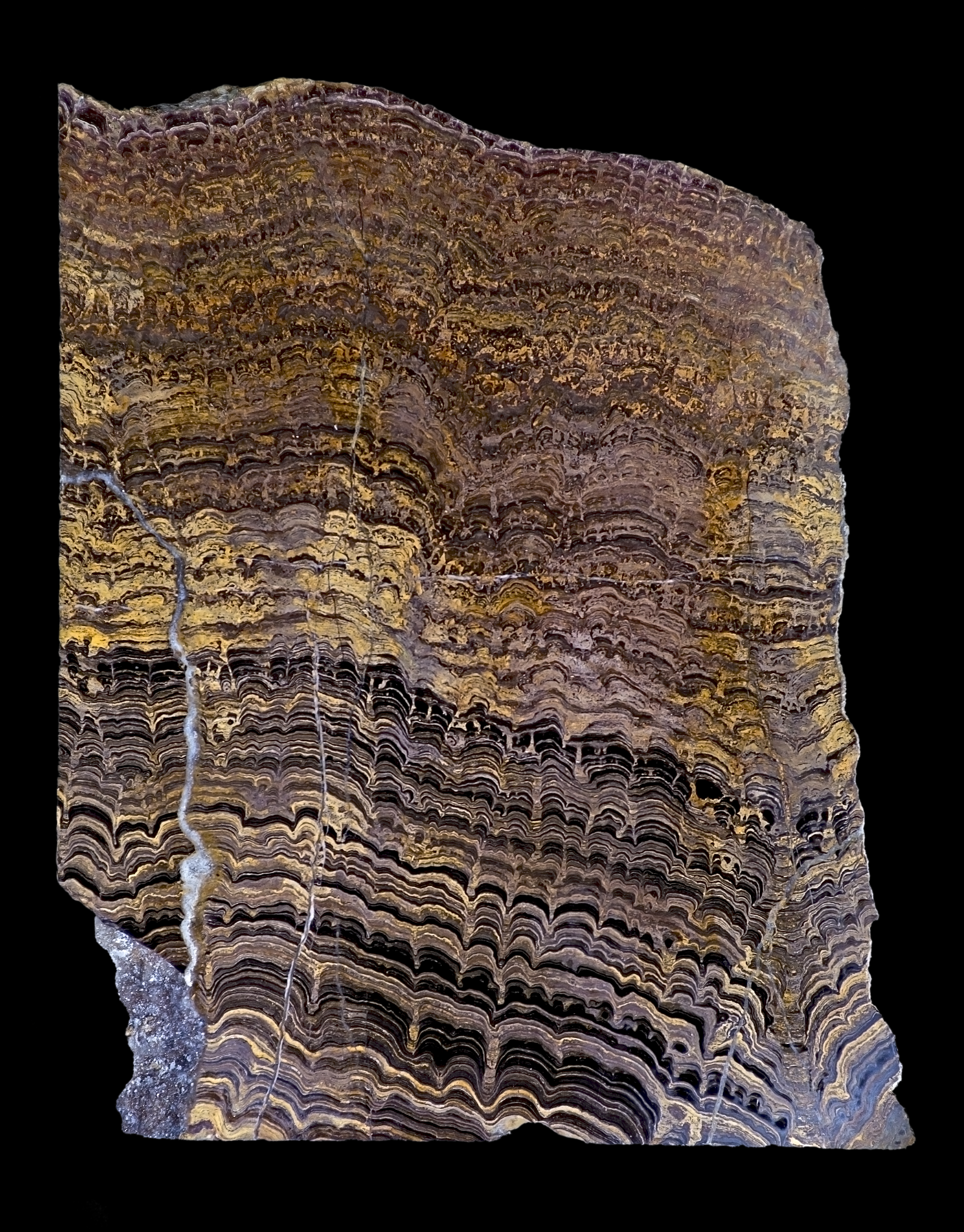
Fotoszintetizáló kékbaktériumok által létrehozott üledékszerkezetek, azaz sztromatolitok a proterozoikum időszakból

A becsapódás folyamata, a kráter ezt követő formálódását bemutató animáció (kattints a képre). Ezen is jól látható, hogy a kráterből nem a meteorit anyaga szóródik szét.

Az elmélet alapja, hogy az agyagban található irídium földön kívüli eredetű és gyors üledékképződésben halmozódott fel. Elsődleges problémája az elméletnek, hogy az agyag nem egyszerű törmelékes üledék, hanem mállástermék. Az agyag szemcseméretébe tartozó üledékek már kolloid tulajdonságokat mutatnak, ezért egyszerű fizikai mállással nem jön létre. Nem lehet tehát azt állítani, hogy a meteorit anyagából származik. Önmagában az a tény, hogy az agyagréteg elkülönül az alatta és felette húzódó rétegektől, arra utal, hogy a térségben az üledékképződés körülményei az adott időszakban legalább rövid távon megváltoztak. Az egybeesés az agyagképződéshez szükséges fáciesváltozás és a meteoritból származó irídiumfeldúsulás között annyira valószínűtlen, hogy az anomáliát okozó folyamat mibenlétét inkább az üledékképződés sajátosságaiban kell keresni.
Walter Alvarez a vizsgálatai során nagyjából 0,1 ppb koncentrációt várt el. Az akkoriban használatos technológia mérési hibahatárán belüli értéket várt, vagyis értékelhetetlen eredményből kellett volna következtetéseket levonni. Illetve ha átlagos kiülepedési sebességgel képződött volna a vizsgált agyagminta, akkor a kapott eredménynek nullának kellett volna lenni. Tulajdonképpen szerencséje volt, mivel a végeredmény 9 ppb lett, mely koncentráció már kimutatható. A következtetése vitatható, mivel a kézenfekvő magyarázat nem egy meteoritbecsapódás. Saját ötlete és vizsgálati célja alapján a kapott eredmény elsősorban azt mutathatná, hogy az eredetileg elvárt idő 90-szerese alatt ülepedett le a vizsgált agyagréteg, vagyis egy lassú ütemű üledékképződési periódusban. Cikkeiben ettől kezdve (Science, Scientific American stb.) arról beszélt, hogy a kihalás bizonyíthatóan alig ezer év alatt zajlott le.
Nem vizsgálta azt, hogy az agyagréteg alján vagy tetején megfigyelhető-e diszkordancia, vagy folytonos rétegsorok következnek egymás után, átmenettel. Nem vizsgálta az irídium eredetét sem, egyértelműen földön kívüli eredetűnek nyilvánította, holott az irídium dúsulása vulkanizmussal is együtt járhat, sőt biogén eredetű is lehet bizonyos baktériumok élettevékenységének melléktermékeként. A szintén bizonyítékként kezelt hasonló korú mikrotektitek ugyan eredhetnek meteoritbecsapódásból, de a tektitek és az irídium dúsulása igen ritkán tapasztalható ugyanazon a lelőhelyen. Általában vagy tektit, vagy irídium található ezekben a rétegekben, ami a pontos egyidejűséget és az azonos kiváltó okot is megkérdőjelezi.
A grafikonok, amelyek különböző lelőhelyeken mért irídium-koncentrációt mutatnak, feltűnő csúcsokkal rendelkeznek, azonban e csúcsok abszolút időbeli elhelyezése kérdéses. Mindegyik nagyjából 80–60 millió év körüli, de nem zárható ki akár 10–20 millió éves eltérés sem közöttük, mivel semmilyen globális referencia nem áll rendelkezésre a megbízható datáláshoz. A csúcsok pedig egyáltalán nem olyan alakúak, mint amit egy egyszeri és gyors lefolyású esemény okozna. Nem előzmény nélküliek, nem fűrészfogszerűek – azaz aszimmetrikus, mivel a becsapódás előtt nem lehetséges a becsapódás hatásának nyoma –, hanem előzetes felfutást, majd hasonló tempójú lecsengést mutatnak. A meteoritbecsapódás esetén egy időpillanatban felfutó görbét kellene kapni, vagy ha a szemcseméret és a kiülepedés sebességének összefüggését is figyelembe vesszük, akkor a grafikonnak szabályos haranggörbe alakzatot kéne felvenni. A caravacai mintában az irídium feldúsulása már 25 cm-rel a csúcs alatt megkezdődik, majd exponenciálissá válik, és éles csúcs után szintén exponenciálisan csökken. Ha a csúcs a becsapódást jelzi, nem magyarázható az előzetes növekedés.
A meteorit-becsapódás fizikája szerint a meteorit nem zúzódik szét, hanem mélyen befúródik az altalajba, vagy a nagyobb tömegűek elpárolognak a dekompressziós (dilatációs) lökéshullám miatt. A szétszórt anyag elsődlegesen földi eredetű, mégpedig az, amely később a kráterből hiányzik. A szétszóródó anyag irídium-koncentrációja tehát a földi átlaggal megegyező, nem hoz létre helyi jellegű anomáliát. Az elpárolgó anyag viszont egyenletesen ülepedik ki a légkörből, nem képez gócokat. Ugyanakkor a Stevns Klint krómizotóp vizsgálata szenes-kondrit becsapódására utal, ami szintén nem tartalmaz a földi aránynál több irídiumot.
A washingtoni egyetem munkatársai Peter L. Ward vezetésével 1986-ban a spanyolországi Zumaya rétegsorai alapján 170 méter vastag, körülbelül ötmillió év alatt lerakódott üledékben azt találta, hogy az ammonitesz-fajok egyenként, egymás után tűntek el belőle. Alvarez azzal érvel, hogy a következő szezonban a kihalt fajok némelyike esetében későbbi példányokat találtak, tehát a leletmegőrződés miatt csak látszólagos a folytonos fogyatkozás. Azonban önmagában a zumayai rétegek azt bizonyítják, hogy valamiféle folyamatos és hosszú változás volt. Zumayában összesen két olyan genus ismert, amely pontosan 66 millió évvel ezelőttről még ismert, az összes többinek az utolsó példányai ennél korábbiak. Az elmélet fenntartása érdekében alkották meg ezután a Signor–Lipps hatás elméletét.
A gubbiói térségben a kréta–tercier határon erőteljes, felszakadó kéreghez köthető, explozív vulkanizmus zajlott, amely irídium-anomáliát állít elő. Ez látható az irídium-anomáliák térképén. Egyfelől a feldúsulások nem az egész Földet borítják egyöntetűen, hanem csak foltokat alkotnak, másfelől e foltok mindegyike aktív tektonikus helyszínekhez kötődik, úgymint Hawaii, észak-atlanti forrópont, Tristan da Cunha forrópont, Réunion forrópont, Sziklás-hegység (Yellowstone), Eurázsiai-hegységrendszer, stb.
Az elmúlt hatszázmillió évből nagyjából 120 nagyobb meteorit-krátert ismerünk, míg nagy kihalásból ötöt. A kihalási események tehát az ismert meteorit-kráterek 4%-ához köthetők, ami arra mutat, hogy 115 meteorit nem okozott tömeges kihalást, a többi pedig igen. A kérdés: ha igen, miért? Az erózió, szubdukciós kéregfogyás és vastag üledékrétegek miatt nem is ismerhetjük az összes meteoritkrátert.
A meteoritelmélet nem képes megokolni az ősmaradványanyag megfigyelhető jellegzetességeit, mint az időbeni szakaszosságot és azt a szelekciót, amely a tengeri szervezeteknél megfigyelhető kihalási–túlélési aránytalanságot hozza létre. Míg a perm–triász határ kihalási eseménye alkalmával elsősorban a trópusi lények fogyatkoztak életmódra való tekintet nélkül, addig a kréta–tercier határon minden éghajlati övben a tengeri szűrő életmódúak. Az előzőnél a fenéklakók ritkultak meg, ugyanilyen üledéklakók a másodikat sokkal kevésbé sínylették meg. A mezozoikum végének kihalásában a rovarok csak kis mértékkel szerepelnek, éppígy a zárvatermők is, sőt a növényvilág általában alig-alig szenvedett változást a határon (mintegy húszmillió évvel korábban azonban igen). A kréta végének flórája ugyanolyan, mint a paleocén elején. A kréta–tercier határon azt állítják, hogy minden öt kilogramm feletti testtömegű csoport kipusztult, de mindig megfeledkeznek arról, hogy kis termetű dinoszauruszok is voltak, valamint még ma is találnak eddig ismeretlen nagy termetű fajokat, tehát a bizonyíték hiánya nem azonos a hiány bizonyítékával.
A fentiek mellett pedig közvetlenül semmi sem bizonyítja a Chixculub-esemény globális hatását. Egymástól elszigetelt területeken a „bizonyítékok” egyike-másika fellelhető. Például a becsapódást követő cunami üledékeit is csak a Mexikói-öböl partvidékén, valamint Észak-Amerika keleti partjain találták meg, holott a bekövetkező szökőárt olyan méretűnek gondolják, hogy legalább Afrika nyugati partjain érezhetőnek kellett lennie. (A Krakatau emlékezetes kalderaomlásának alkalmával a légköri nyomáshullám frontja hétszer kerülte meg a Földet és szökőárt okozott az Indiai-óceán partvidékén.) Hasonlóképpen a becsapódásra utaló irídiumanomáliák és a mikrotektitek előfordulásai sem fedik egymást. A becsapódáshoz korban köthető üledékek a különböző vizsgálati módszerekkel különböző típusú meteoritra utalnak, amelyek nem mindegyike tartalmaz egyáltalán irídiumot, a becsapódások ma már ismert nagy száma és valószínűsége miatt pedig közel sem bizonyos, hogy a nagyjából 66 millió éves sokkolt metamorfitok éppen egy bizonyos becsapódáshoz köthetők.
Ma már ténynek kell venni, hogy valamikor a kréta végén meteorit csapódott a Yucatán-félsziget területére, de ennek következtetett hatásai vitathatóak, tényleges hatásaira nincs bizonyíték, kiváltképp a dinoszauruszok egyik napról a másikra történő eltűnésére. A „gyenge katasztrófa” elmélete szerint a meteoritbecsapódás nem az egyedeket pusztította el külön-külön, hanem olyan evolúciós versenykörnyezetet teremtett, amely egyes alkalmazkodni képtelen csoportok kihalásához vezetett. Ez a szemlélet azonban már egyfajta átmenet a katasztrofizmus és a földi eredetű okok között, hiszen a körülmények változása éppen a tömeges kihalások idején mindig látható, a versenyhelyzetet létrehozó változásokhoz már nem feltétlenül kell katasztrófát feltételezni.
A kétéltűek és rovarok minden egyes túlélő faja a becsapódáselmélet cáfolata. A kétéltűek nagyon érzékenyek az olyan változásokra, amilyeneket egy meteorit becsapódása okoz. A rovarok a föld felszínén éltek és a növényzethez kötődnek. A katasztrófa hatásai között a növényzetet eltüntető savas esőket sokan a legfontosabbnak tartják. A kétéltűek önmagában a savas esőket nem élték volna túl, a rovarok pedig éhen pusztultak volna növények híján. Márpedig a rovarok gyakorlatilag sértetlenül vészelték át a K–T-határt, és ma is rengeteg kétéltű létezik még.

## A kihalások természetes okai

### Számított fajpusztulás
Minden kihalási eseményt a fajpusztulás százalékos arányával jellemeznek. Nem szabad elfelejteni, hogy ezek az adatok mindig számított fajpusztulást jelentenek, sosem a ténylegesen leírt fajok számarányának változását. A fajpusztulás mértékét a kihalási esemény előtt létező és az ezekből az esemény után is létező családok számából számítják ki.
A számított fajpusztulásra azért van szükség, mert az egyes magasabb rendszertani egységekből ismert konkrét fajok száma nem lehet azonos a csoport teljes fajszámával. Előfordul, hogy egész rendek vagy osztályok kerültek leírásra egyetlen faj alapján. Ha ez a csoport eltűnik (az egyetlen ismert faja többé nem található meg), akkor a fajpusztulásban a csoport statisztikailag feltételezett fajszáma szerepel, nem az egyetlen ténylegesen ismert faj. A számított fajpusztulás tehát megpróbálja megközelíteni a lelethiányosság miatt ismeretlen valódi számadatokat a csoportra vonatkozóan, de éppen ezért a ténylegesen ismert adatokban jelentős torzítást okoz.
A számított fajpusztulás értéke feltételezi, hogy a csoport összes nem ismert faja is kihalt az ismertekkel együtt, pontosan ugyanakkor és ugyanazon okokból. A legtöbb esetben csak analógiákra alapozódik és a legkevésbé sem megbízható.

### Előzmények
Az úgynevezett nagy kihalási eseményeket a fanerozoikumban jelölték ki. Ez nem jelenti azt, hogy korábban ne lettek volna akár ezeknél is nagyobb kihalások, mindössze arról van szó, hogy ezek elfogadható datálásához nincsenek elég pontos adataink. Elméletileg bizonyos, hogy ilyeneknek lenniük kellett, mert a Föld légköre (és vele az élővilág természeti környezete) az élet kialakulása után — és éppen az életfolyamatok eredményeként — többször is teljesen átalakult. Ezen korai kihalások közöl a legismertebb az úgynevezett oxigénkatasztrófa kb. 2,4 mrd. évvel ezelőtt, a paleoproterozoikumban.
Ugyancsak valószínű, hogy jelentős kihalásokat okozhattak a neoproterozoikum nagy eljegesedései — kaigas-eljegesedés, sturti eljegesedés, marinói eljegesedés, Gaskiers-eljegesedés és végül, a proterozoikum és a paleozoikum határán a bajkonuri eljegesedés — amelyek (némelyikének) eredményeként a Föld ún. hógolyó állapotba került.

### Az öt nagy

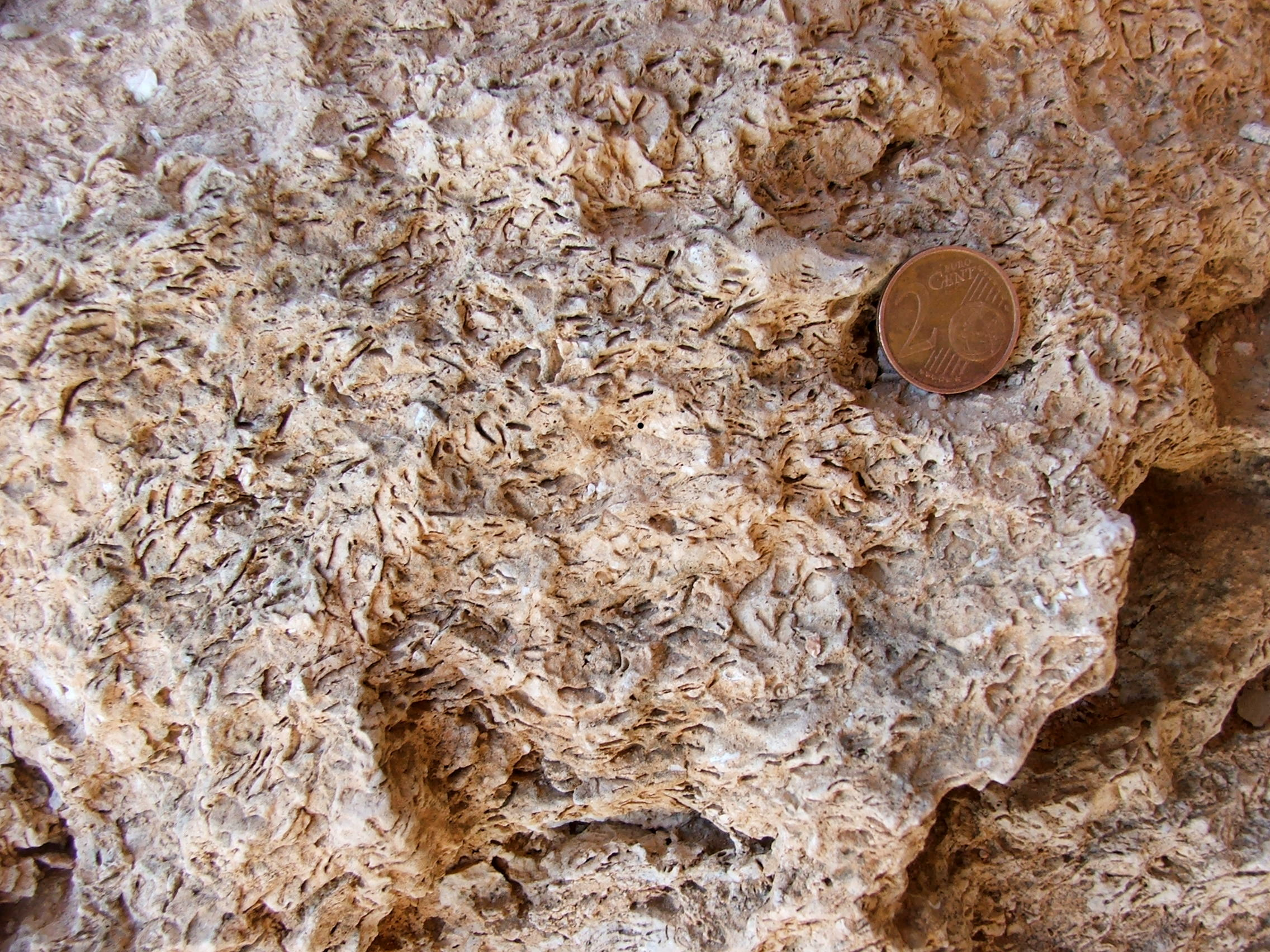
Fosszilis zátonyalgák

Az „öt nagy”-ként számon tartott kihalási eseménynek egyetlen közös jellemzője van – amely önmagában is a katasztrófaelméletek súlyos problémája – az, hogy nincsen nemzetközileg elfogadott, globális réteg-referenciájuk, kőzettani mintaszelvényük. Ennek pedig elsődleges oka az, hogy szerte a világon ritkák az olyan hézagmentes (konkordáns) rétegsorok, amelyek e határok közelében képződtek volna.
Például legújabban már a teljes perm korszakot a dél-kínai rétegsorok alapján tagolják, mert kizárólag itt van konkordáns perm korú üledékréteg. Dél-Kína azonban a mondott időben az összes szárazulatot magában foglaló Pangeától elkülönülten, a Tethys-tenger keleti lezárását alkotta, messze minden más ismert üledékképződési helytől. Ezért annak ellenére, hogy rétegsorai teljesek, a kínai üledékciklusok nem általánosíthatók a Föld egészére és a perm általános viszonyaira nézve. Dél-Kínát leszámítva a korszak végén az egész Földön sehol sem található bármilyen képződmény, legalább húszmillió év teljesen ismeretlen.
A triásznak mind az eleje, mind a vége problémás. A világon sehol máshol nem található meg az a hármas tagozódás, amit a germán üledékciklus mutat, mégis ezek a globális referenciák. A perm–triász és a triász–jura határon az időben hosszan elkenődő kihalási sorozat bármely eleme habozás nélkül tehető pontosan a határra, mert az 5–10 millió éves lötyögés megengedi azt. A kihalások határszerű képződményeket hoznak létre, de semmi sem garantálja azt, hogy az egész Földön egyidejűek lennének.

#### A nulladik:kambrium–ordovícium

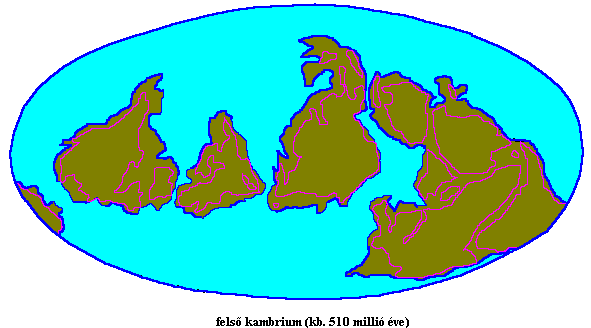
A felső kambrium térképe

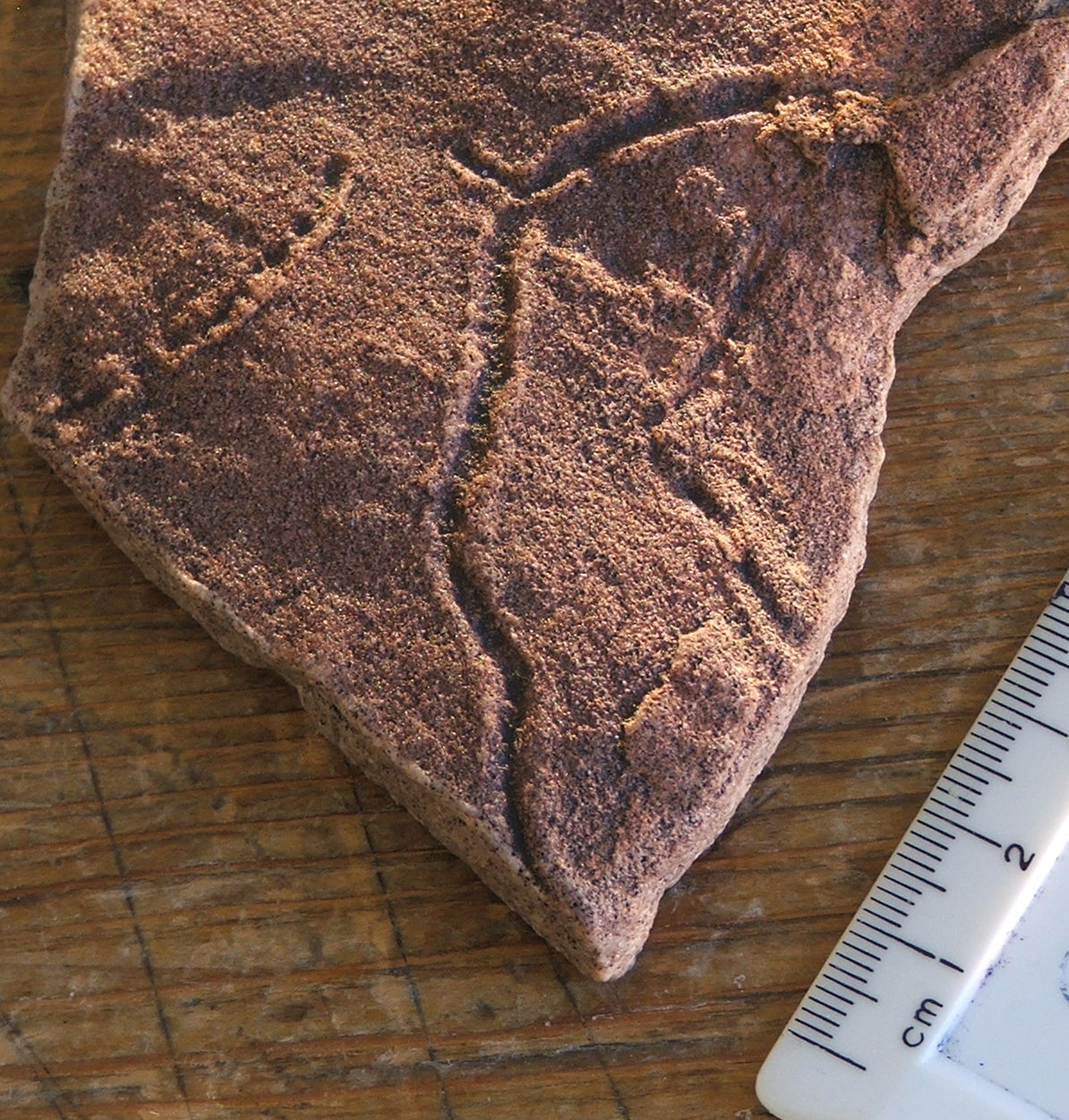
Nyomfosszília az Ediakara-faunából (valószínűleg féregmászás nyoma)

Az „öt nagy” legrégebbije tulajdonképpen egy hatodik, hiszen a kambrium–ordovícium határán is lezajlott egy kihalási hullám. Ezt a tömeges kihalási eseményt a katasztrófaelméletekkel kapcsolatban nem emlegetik, mert irídium-feldúsulás sehol sem található. Talán nagy kihalási ráta sem volt, amit egyrészről a kevés lelet, másrészről viszont a leletek értelmezhetetlensége okoz. Az Ediacara és Burgess-pala típusú faunák olyan, a maiaktól alapvetően eltérő élőlényekkel vannak teli, hogy 19 új állattörzset állítottak fel. (Egyes publikációk szerint 50 is lehet.)
Azonban a leletek igen sokszor megtévesztőek. Jó példa erre az 1926-ban leírt Protadelaidea howchini nevű, ősi ízeltlábú esete. A lelet olyan jó megtartású volt, hogy még azt is megállapították, hogy az állat fején az egyes szelvények nem olvadtak össze egységes testtájjá, ezért külön osztályt, az ízeltfejűek (Arthrocephala) taxonját állítottak fel számára az ízeltlábúak törzsében. Néhány évtizeddel később derült ki, hogy nemcsak a besorolás téves, de az egész lelet szervetlen eredetű. Hasonlóképp a Sidneyia groenlandica nevű pókszabású, amelyet konkrétan a mai Sidneyia nembe soroltak a hasonlóságok alapján. Róla is hamarosan kiderült, hogy hullámbarázdák nyomainak sérüléseit vélték egy szelvényezett állat maradványainak. Ugyanez vonatkozik a szivacsok közé sorolt Atikokania, a csigákhoz sorolt Chuaria nemekre és számtalan alganemzetségre.

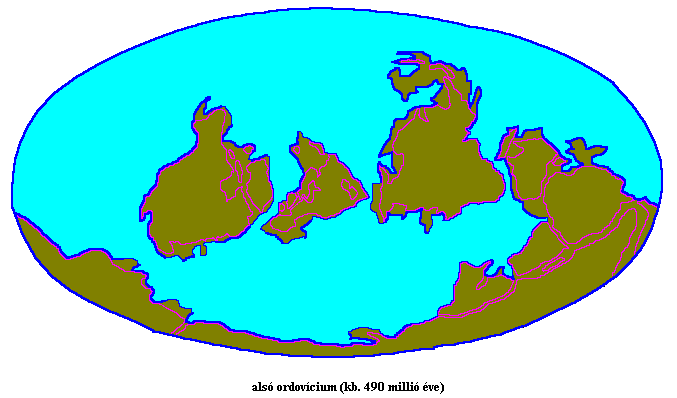
Az alsó ordovícium térképe

Ilyen okok is közrejátszanak abban, hogy ez a legnagyobb mértékű kihalás a földtörténetben, hiszen ekkor 19 nyilvántartott törzs halt ki, míg később soha, egyetlenegy sem. Valójában valószínűleg egyetlen valódi törzs sem halt ki, csak az ekkor élt élőlények még annyira eltérnek az általunk ismert formáktól, hogy a besorolásuk több kategóriát téved, valamint az egykori élővilág rokonsági rendszerében a törzsszintű besorolás nem megalapozott. Attól, hogy egy kambriumi nemzetség később egy önálló törzs ősévé lett, a saját korában még nem válik el a többi élőlénytől olyan mértékben, ami a törzs elkülönítését indokolná. A kambriumi robbanás tévképe onnan ered, hogy a kambrium során a tengervizek kalcium és magnézium tartalma egyre magasabb lett, ami lehetővé tette az állatoknak a szilárd, meszes külső váz kialakítását. A szilárd vázú állatok megmaradási esélye jóval nagyobb. A tengervizek oldott anyag tartalmának kambrium végi változása ezeket a vázépítő szervezeket súlyosan érintette, ami időleges fogyatkozásukhoz vezetett, ezt nevezzük kambrium–ordovíciumi kihalásnak. A vázépítő élőlények súlyos pusztulása azonban semmit sem mond a többi élőlényről, amelyek nyilvánvalóan akkor is az élővilág többségét alkották.
A felső kambriumban lagunáris fáciesű tarka homokkövek és agyagpalák képződtek. Ezekben különféle evaporitokat találhatunk (gipsz, anhidrit, kősó) viszonylag meleg és száraz éghajlatról tanúskodva. A korszakot a kaledóniai orogén ciklus szárdi szakasza zárja, amely a tengerek visszahúzódásával járt, és az amúgy is kevés helyről ismert kambriumi üledékek még inkább megfogyatkoznak. A kambrium során jelentősen megnőtt a tengerek sótartalma és a szerves anyag betemetődésével megindult a tengerfenéki iszap talajosodása. Ez a folyamat ismét CO2-t vont el a légkörtől, ami az üvegházhatás, következésképp a hőmérséklet csökkenésével járt. Ez azonban nem volt általános vagy nagyon jelentős lehűlés, mint a százmillió évvel korábbi kriogén; a kambrium kezdetétől az ordovícium végéig inkább egy melegedési periódus tapasztalható. A kihalási hullámot inkább a szervesanyagok tengerfenéki felhalmozódása miatt bekövetkező anoxia okozhatta. A kihalási periódus legnagyobb vesztesei a trilobiták, amelyek minden alakja aljzatlakó.

#### Egy:ordovícium–szilur

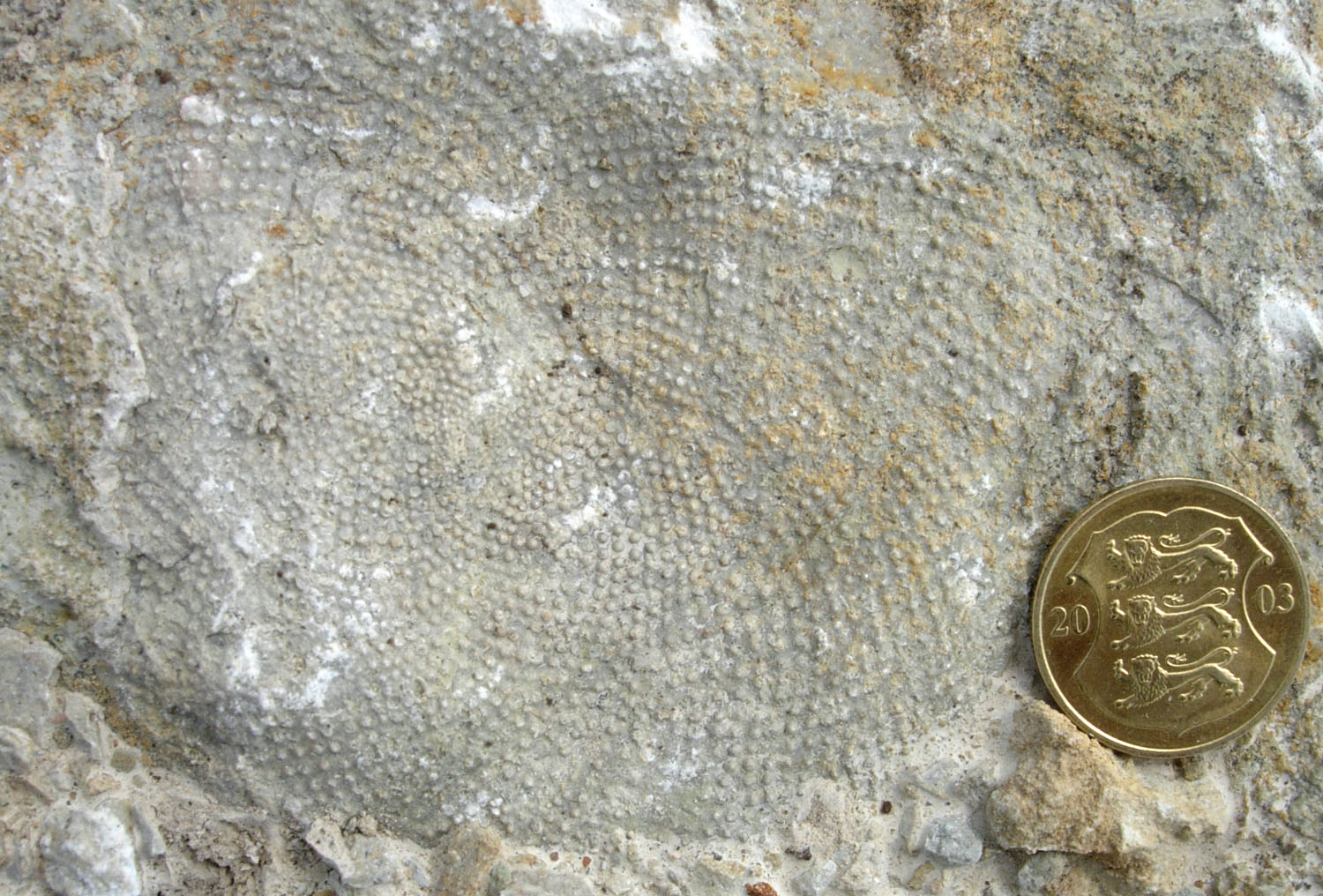
Receptaculitidák közé tartozó ordovíciumi ősszivacs Észtországból

Az „öt nagy” elsője a 443 millió évvel ezelőtti, ordovícium–szilur határon regisztrált. Az ordovíciumban leírt családok (familia) 26%-a, ebből számítva a genusok (nemek és nemzetségek) 60%-a nem található meg a szilurban. Az ordovícium kezdetéről körülbelül 200 fosszilis familia ismert, mely szám ezen időszak végére elérte a 600-at. Ez azonban csupán annyit jelent, hogy ekkor háromszorosára emelkedett azon családok száma, melynek képviselői kemény, fosszilizációra alkalmas vázzal rendelkeznek. A diverzitás ilyen felfutása mellett joggal tehető fel, hogy a váznélküli szervezetek akár nagyságrendekkel is nagyobb eredményt produkáltak, csak nem ismerjük őket. Így a kihalási ráta teljesen megbecsülhetetlen mértékű.
A kihalás az időszak utolsó emeletében, a hirnantiban kezdődött, de mindjárt több szakaszban: először a trilobiták, majd láthatóan későbbi rétegekben a pörgekarúak (Brachipoda) fogyatkoztak meg. Csak ezután jönnek a tüskésbőrűek (Echinodermata) és graptoliták, majd még egy kis idő után következik az ordovícium-szilur határ, és e határon bizonyos zooplanktonok, újabb pörgekarúak, korallfélék tűnnek el a leletanyagból. Leszögezhető, hogy a diverzitás igen hosszú idő alatt csökkent, de még így sem esett vissza a korszak kezdetének szintjére: mintegy 400–450 familia ment át a szilurba.

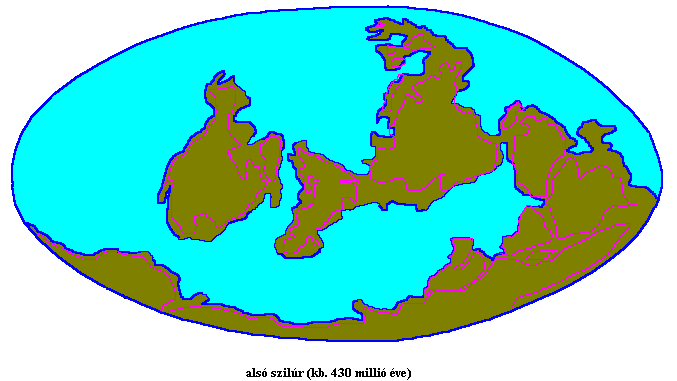
Az alsó szilur térképe

Az ordovíciumi meteoritnak semmi nyoma, irídium-anomália nincs (valószínűleg azért, mert platóbazaltok sincsenek). Tény egy eljegesedési periódus, melynek sokrétű következményei között anoxia (oxigénben szegény fenékvizek), a regresszió miatti zátonypusztulás elősorolható. Az anoxia azért alakul ki könnyebben eljegesedés idején, mert a hőmérsékleti rétegződés erőteljesebb a mély tengermedencékben, ezért a fenékvizek kevésbé szellőznek. A trilobiták valószínűleg az oxigénszegény vizek hatására haltak ki, hiszen valamennyi típusuk fenéklakó, a legtöbb mélytengeri. A pörgekarúak a tengerszint változását követő árapályzóna-átrendeződéseknek eshettek áldozatul.
Az ordovícium végén indult meg a kaledóniai orogén ciklus takoni szakasza, ami ismét szárazulatképződéssel járt. Ekkor emelkedett ki például az Appalache. Ez ma kiterjedt üledékhézagok képében jelentkezik. A geoszinklinális övben erőteljes vulkanizmus indult be, amely kiterjedt a sekélytengeri és szárazföldi fáciesekre is, sőt ahol kiömlési formában nem jelentkezett, ott hatalmas magmaintrúziók vannak. Az ordovícium éghajlata egyenletesen meleg volt, a Föld egyetlen részén sem volt állandó jég.
A szilurban a hegységképződés legaktívabb szakasza zajlott le. Tovább fokozódott a vulkáni tevékenység. Az ismert üledékek az időszak teljes egészében egyetlen nagy transzgresszióra utalnak, amelyet a szilur végén követett egy regresszió. Ilyen körülmények között a tengeri üledékek az ordovícium–szilur határon megfogyatkoznak, a zátonyépítő szervezetek a hegységképződés miatt szárazra kerültek. Az ordovícium végének eljegesedése tovább csökkentette a tengerszintet, majd ennek olvadásával nagy mennyiségű édesvíz került a tengerekbe, ami rövid időre a hőkiegyenlítő áramlatokat is megállíthatta. Míg az ordovíciumban egészen magas szélességeken is zátonyépítők jelentek meg, ami kiegyenlített, meleg éghajlatra utal, az északi kontinenseken az ordovícium végén hűvösebb éghajlat alakult ki, sőt helyenként kisebb eljegesedések is voltak. A zátonyépítők szükségszerűen fogyatkoztak, ezek pedig a tengeri táplálékláncban betöltött szerepük miatt mindig hatással vannak más élőlényekre is.

#### Kettő:devon–karbon

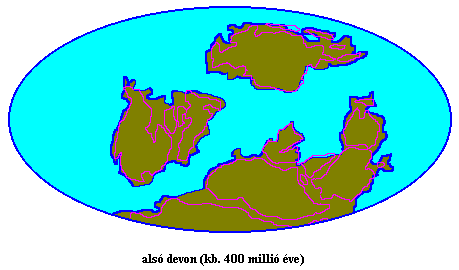
Az alsó devon térképe

A devon–karbon határon, 376 millió évvel ezelőtt bekövetkező kihalási eseményről nagyjából a fentiek mondhatók el újra, csak kicsit kisebb volumennel: az ismert családok 22%-a és a nemzetségek 57%-a nem ment át a következő korba. Nagyrészt kipusztultak a páncélos halak (Placodermi) és a trilobiták, jelentősen megfogyatkoztak az edényes virágtalan növények (Pteridophyta). Ezzel szemben viszont nagy arányban terjedtek a kétéltűek, a Fusulina-félék, egyes korall- és pörgekarúfélék, tüskésbőrűek. Teljesen új Ammonites-félék is feltűntek. Míg a tengeri életközösségek változatossága némiképp csökkent, a szárazföldeken épp ellenkező a helyzet, ott nem is lehet kihalási hullámról beszélni.
Az alsó devonban kis mértékű eljegesedés tapasztalható, amelyet az időszak további részében egyenletes melegedés váltott fel. A korszak végén ismét hirtelen eljegesedés következett, amit a karbonban megint jelentős melegedés követett. A jegesedés határa ismét a 40. szélességi kör körülre tehető, de ezúttal nem csak az északi, hanem a déli félgömbön is. Dél-Amerika és Afrika ez időben a Gondwana részeként elég magas szélességi körökön feküdt és nagy területeken eljegesedtek. A karbon elején a breton fázissal megkezdődött a Variszkuszi hegységrendszer kiemelkedése.
A jégkor következményei itt is anoxiához és a zátonyalkotók fogyatkozásához vezettek. Ekkor tűntek fel az üvegszivacsok (Hexactinella), melyek kedvelik a hideg vizeket. A felső devonra nagy területen jellemzőek a nagy szervesanyag-tartalmú fekete palák, amelyek egyszerre jelzik a szellőzetlen, oxigénszegény vizeket, és a lebontó szervezetek hiányát is. A globális lehűlés ez alkalommal a szárazföldi növényzet megjelenésével is magyarázható, hiszen a növényeket alkotó biomassza képződése és a talajosodás folyamata is széndioxidot von el a légkörből, amely az üvegházhatás csökkenéséhez, vagyis a hőmérséklet süllyedéséhez vezet. Hirtelen megnőtt a vizekbe mosódó szervesanyag mennyisége, amely nagy mértékű eltemetődésével szintén hozzájárult a széndioxid légkörből kivonásához, és a fekete palák képződésével jár. A hőmérséklet változása sokkal nagyobb hatást gyakorolt a pelágikus (nyílttengeri) szervezetekre, mint a bentonikusra (fenéklakó). A devon elején még csak satnya és ritkás cserjések voltak a szárazföldeken, az időszak végére összefüggő, regionális tagozódás nélküli erdőségek alakultak ki. A karbon kezdetén a szárazföldi növényzet gyakorlatilag megegyezett a devon végi növényzettel, a kontinenseken nem tapasztalható nagyobb arányú kihalás, inkább enyhe flóra- és faunacsere. A karbon kezdetének növényzete globálisan kiegyenlített éghajlatú, átjárható életterekre utal, semmi sem mutat éppen átvészelt katasztrófára. Nagyobb változás csak a karbon közepe után történt, amikor a jellemző regionális növénytársulások kialakultak.
A devon végi meteorit-becsapódás nyomait eddig hiába keresték: az alamo-breccsához köthető meteorit kicsi volt és legalább hárommillió évvel megelőzte a kihalási hullámot, a belgiumi nyomok annál jóval későbbiek. A svédországi Siljan-gyűrűt és a kanadai Charleroix-krátert létrehozó meteorit-becsapódások ugyancsak túl kicsik. Lehet azonban, hogy a Föld tengelydőlése jelentősen megváltozott. A déli pólus Madagaszkáron volt, ami körülbelül 20°-os változást jelent.

#### Három:perm–triász

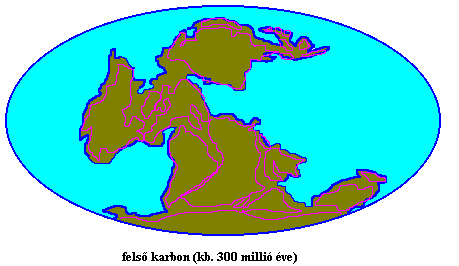
A felső karbon térképe

A perm-triász határon 251 millió éve lezajlott kihalási esemény kétségkívül a legnagyobb mértékű. Az ismert családok 51%-a, a nemek és nemzetségek 82%-a nem került át a következő korba. A számított fajpusztulás 90–96%-os. A fentiek alapján azonban a perm végi globális üledékhézag elég tág teret ad az elméletekhez. Nagyjából félezer (Sepkoski szerint 526) tengeri, szilárd vázas állat-családból 267 halt ki (ami egyben azt is jelenti, hogy a maradék 259 család húszmillió évet vészelt át). A szárazföldi gerincesekből a perm végén 33 familia ismert, melyből 21 nem található meg a triászban. A szárazföldi gerincesek családjai azonban csak elenyésző szeletét képzik a teljes diverzitásnak, a hüllők térhódítása pedig egyébként is elegendő oknak tekinthető a kétéltűek rendszertani egységeinek fogyásához. A tengeri gerinctelenek változatossága valóban csökkent, ezzel szemben a szárazföldi rovarok 27 ismert permi rendjéből (ordo) 19 megtalálható a triászban is, majd a triász elején gyors ütemben újabb és újabb rendek tűntek fel. A szárazföldi élővilág változása már a permben megkezdődik a nyitvatermők gyakorivá válásával, vagyis a mezodendrikum kezdete megelőzi a mezozoikumét és megelőzi a perm–triász kihalást is. Ugyanakkor a karbonerdők véglegesen csak a jura során tűnnek el. Emellett az emlősszerű hüllők változatossága is jelentősen megnőtt.
Véglegesen eltűntek például a trilobiták. A trilobiták azonban már túléltek két nagy kihalási eseményt, és legalább 150 millió éve folyamatos fogyásban voltak. Mellettük jelentős a négysugaras korallok eltűnése. A kihalás mellett azonban egyes élőlénytípusok nagy arányú elterjedése jelentkezik, mint például a mészalgákat képviselő Diplopora és Gyroporella nemek. A mészalgák általában olyan brakkszerű vizekben szaporodnak jól, ahol más élőlények nem nagyon életképesek.
Figyelmeztető jelzés azonban a globális katasztrófaesemény ellen, hogy nincs mindenhol éles határ a perm és a triász között, sok területen a permokarbon jelzőhöz hasonlóan permotriász időszakról beszélnek. Ilyen például a kelet-európai kifejlődési terület, ahol a szárazföldi és lagunáris tarka homokkő folytonos átmenettel megy a triász ugyanolyan vagy hasonló kőzetkifejlődéseibe.
A kontinensek torlódása először is hegységképződést, majd vulkanizmust okozott. Ez sztratovulkáni, szinorogén jellegű, melynél a kitörések alkalmanként, sőt az egyes kitörések lefolyása közben is változó jellegűek. Kisebb-nagyobb kövek dobálása váltakozik robbanásos kitöréssel, hamuszórással és lávafolyással. Ez a láva sokkal sűrűbb a forrópontos vulkanizmus bazaltlávájánál, ráadásul gázokkal teli. A sűrű láva a magmakamrából nehezen talál utat, ezért a kürtő és a kráter gyakran változtat helyet.
A Krakatau emlékezetes kitörése alkalmával gyakorlatilag az egész hegy felrobbant, míg a Mount Saint Helens egy újonnan keletkezett kürtőn át dobta ki ártufáját. Ez a – legtöbbször riolitos – ártufa és a robbanások alkalmával kidobott egyéb törmelék irdatlan nagyságú területeket boríthat be. Magyarország csaknem teljes területén megtalálható az az ártufa, amely a miocén kárpáti emeletében a Felvidékről származott.
A perm elején a hegységképződés és a vulkanizmus egy rövid ideig fennálló geológiai konstellációt hozott létre, mivel a felgyűrt hegységek csakhamar lekoptak, az eddig kontinensenként elszigetelt élőhelyek átjárhatóvá váltak. A devonban még csak a növényzet kiegyenlítődése történt meg, a permben a szárazföldi állatvilágé is. Ugyanez vonatkozik a permi sekély tengerekre is: a Pangea összefüggő partvonala a korábbi izolált, és minden kontinensen endemikusnak nevezhető bioszféráját folytonos, átjárható élőhellyé tette. Az endemikus faunák mindenütt eltűntek, és helyettük természetes módon kozmopolita sekélytengeri életközösségek foglalták el. A diverzitás észlelt csökkenése természetes faunakiegyenlítődési folyamat.
A perm utolsó időszakának hosszú időre kitolódó kihalásai a globális hőkiegyenlítődés tengeri és légi útjainak stabilizálódása, az életterek összeomlásának következménye. A szárazföldön (a Pangeán) szélsőségesen kontinentális, magas szélességeken is meleg éghajlat alakult ki, specializálatlan, tehát alkalmazkodóképes csoportok hullámszerű megjelenéséhez és elterjedéséhez vezetett. A rovarok fent említett megfogyatkozása majd fellendülése is összeköthető a paleofitikum és mezofitikum flóraváltozásával. A legkorábbi szárazföldi növényzet erősen szekularizálódott, minden kontinensen jellegzetes növénytársulások alakultak ki. A növényvilág több önálló úton hódította meg a szárazföldet. A Pangea kialakulásával a növényzet is kiegyenlítődött és az egész szuperkontinensen homogén növényzet váltotta fel a változatos korábbiakat. A rovarok a korábbi növényzet ritkulását sínylették meg, majd átálltak az újabb növényekre, ami felfutásukat hozta.
A perm végén a déli póluson rövid eljegesedés következett be. A kambrium és ordovícium határán került szárazföld a pólus fölé, de még jó hosszú idő kellett, hogy a lemez belseje kerüljön oda. Amikor a hőkiegyenlítő meleg tengeráramlatok már a közelébe sem jutottak a pólusnak, akkor kezdődött a jegesedés. A szibériai finális platóbazaltok képződése ezzel egykorú ugyan, de ok-okozati összefüggést nem feltétlenül kell feltenni. Az eljegesedés azonban csak helyi jellegű. Az ősmaradványanyagban a Conularia és Eurydesma mutatják a hidegebb vizeket, korlátozott elterjedéssel, míg a zátonymészkövek és korallzátonyok, valamint a schwagerinás mészkövek meleg vizekre utalnak. A déli szárazföldeken hidegtűrő flóra alakult ki Glossopterisszel és Gangamopterisszel. Ausztráliában többszöri, ismétlődő eljegesedés nyomai mutathatók ki, ami ismét nem támasztja alá az egyszeri globális katasztrófa elméletét. A triászban a déli félgömb éghajlati elkülönülését felváltja a globálisan száraz, meleg éghajlat, amelyet csak néhány helyen tarkít csapadékos, trópusi éghajlati zóna.
A szóban forgó platóbazalt képződését újabban szintén egy meteorithoz kapcsolják, amely a Föld ellenoldalán (az antarktiszi térségben) csapódott volna be. A formáció minden tekintetben a Dekkán-fennsík nagy kiterjedésű platóihoz hasonló, amelynek esetében a meteorit még nem került szóba. A katasztrófaelméletek a kihalások és a bazaltképződés egyidejűségéből bizonyítani nem tudják az ok-okozati viszonyt, de a tényből azt a következtetést vonják le, hogy annak feltétlenül lenni kellett. Ugyanez a fordítva is igaz: az egyidejűség lehetővé teszi annak feltevését, hogy szerepet játszott a kihalási eseményben. Ez egyszerűen a cum hoc ergo propter hoc érvelési hiba.
Az üledékhézagot a triász elején újra induló herciniai orogén ciklus pfalzi szakasza okozza, ami erős diszkordanciában jelentkezik a mai kőzetsorokban. A mikrokontinensekkel tagolt Tethys-óceán felnyílásával a tafrogén szakaszban a Tethys aljzata lezökkent, árkos beszakadásokkal szabdalttá vált. A határon észlelhető nagy üledékhézag (diszkordancia) ellenére is vannak nyomok e kihalási esemény szakaszosságára. A mészvázú foraminiferák (Fusulinea) eltűnését sokan írják le időben hosszan elkenődő folyamatként, míg mások két kihalási hullámról beszélnek, de mindkettő kizárja az időbeni pontszerűséget, vagyis a katasztrófát. A trópusi sekély tengerekben élő kalcitvázúak 66 fajából 65 halt ki. Ez a specializált alakok kihalására utal és a sekélytengeri zónák viszonylag gyors változására. Az északi féltekéről ismert üledéksorok fokozatosan a szárazföldi fáciesek felé tolódnak, a déli félgömbről pedig az egész perm folyamán túlnyomórészt szárazföldi üledékek jellemzők, ezért a déli tengeri élővilág gyakorlatilag ismeretlen. A triász elején volt a teljes paleozoikumhoz és mezozoikumhoz viszonyítva a legnagyobb a szárazföldek kiterjedése.
A sekélytengeri élőhelyekről eltűntek a pörgekarúak is, szintén két szakaszban, majd ezek helyét a triászban kagylók foglalták el. A szintén sekély- illetve középmély vizek zátonyalkotói és zátonylakói hasonló változáson mentek keresztül. A négysugaras korallok (Rugosa) és fenéklemezes korallok (Tabulata) végleg kihaltak, de helyüket hat- és nyolcsugaras koralloknak adták át. A korallfauna változása nem tehető a határra: a Heterocorallia már a perm folyamán kihalt, míg a triászban elterjedő Octocorallia a permben alakult ki, csak nem jutott jelentős szerephez a kortársak között.
A korallok esetében elsődlegesen a partszegélyi övek tengerszint-változásai játszottak szerepet. Mivel a fenéklemezesek váza sokkal kevésbé ellenálló a hullámverésben, mint a hat- és nyolcsugarasoké, kézenfekvő azt gondolni, hogy a tengerszint süllyedése (regresszió) áll a háttérben, akár többszöri transzgresszió-regresszió is feltehető. A Tabulata-korallok által alkotott zátonyok sokkal kisebb kiterjedésűek, a bennük foglalt biomassza mennyisége nagyságrendekkel kevesebb. Ezek a korallok csak szigorúan meghatározott mélységekben, kis tűréshatárral voltak képesek létezni, vagyis a viszonylag gyors tengerszint-változásokat képtelenek voltak követni. Ugyanezek a változások ritkították meg a mohaállatokat is és pusztították ki a zátonyalkotó nemeiket, mint például az Archimedest.
A Pangea kialakulása ez időben alapvetően változtatta meg a földrajzi viszonyokat, az éghajlatot, és ezen keresztül az egész élővilágot. Nagyjából 280 millió évvel ezelőttre tehető a Pangea összeállása, majd körülbelül 30 millió év múlva követte ezt a nagy kihalás. A szárazföldeken az Archaeopelmatozoa kipusztulása jellemző, de ez megelőzi a perm–triász határt.
A triász elején – már ahol egyáltalán létezik leletanyag – mindenhol kis faj-, de nagy egyedszámú populációk figyelhetők meg.

#### Négy:triász–jura

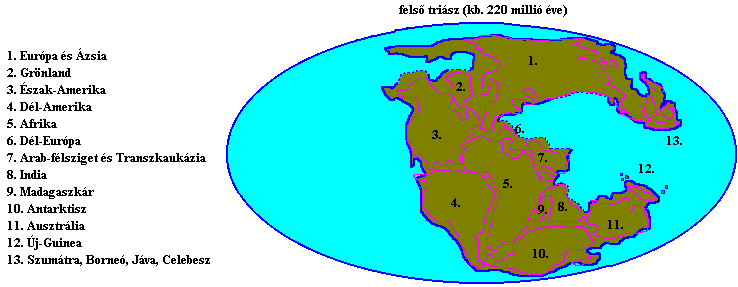
A felső triász térképe

A 200 millió évvel ezelőtti kihalási esemény még nehezebben megfogható, mint a perm-triász kihalás. E határon – ha lehet – még kevesebb a fellelhető képződmény. Ez nem meglepő: nem zajlott hegységképződés, üledékgyűjtő tengermedencék (geoszinklinálisok) gyakorlatilag nem léteztek a Tethys-tengeren kívül. E fontos korszakban csak csekély információval szolgáló partszegélyi üledékek, folyóvízi hordalékok képződtek. A kevés tengeri üledék nagy része az időközben lezajló szubdukciókban semmisült meg, vagy ma is mélyen a tengerfenéken fekszik. A triászban ráadásul erős regresszió (tenger-visszahúzódás, tengerszint-süllyedés) következett be, vagyis a sekélytengeri üledékek nagy része lekopott. A süllyedés és emelkedés többször egymás után és drasztikus mértékben tapasztalható, ez erős diszkordanciát okoz.
A kihalás mértéke nem közelíti meg a korábbiakat, az ismert családok 22%-a, a nemzetségek 53%-a nem lépte át a határt. A határ bizonytalansága azonban azt jelenti, hogy a kihalás előtti utolsó és a kihalás utáni első ismert lényeket nagy hézag választja el egymástól. Jellemzően az Ammoniteszek fogyatkoznak, az alsó jurában csak a Phylloceratidae család jelenik meg. Azonban egyes helyeken már jóval a határ előtt kezdenek fogyatkozni, az alpi triászban a Ceratites nemen kívül gyakorlatilag nincs más Ammonita. Ugyanitt a felső triász kékesszürke mészköve és márgája helyenként tufarétegekkel ékelődik ki, majd márgában vagy kőszenes homokkövekben folytatódik. A márgásodás a szárazföldek erős lepusztulására utal, a homokkő és a kőszén pedig lagunáris vagy édesvízi környezetre.
Magyarországon helyenként nem különíthető el élesen a triász–jura határ, például a Mecsekben a felső triász homokkőösszlet folytonos átmenettel kőszenes homokkőbe megy át. Hasonlóképp az egész alpi kifejlődési területen éles határ nélküli rétegsorok vannak, sem fáciesváltozás, sem jelentős élőlénytársulás-változás nem figyelhető meg. Ahol változás van, ott a jura elejének transzgressziója jelöli ki a jura határát. A jura éghajlatában kis mértékű lehűlés tapasztalható, de összességében még mindig a mainál szárazabb, melegebb és kiegyenlítettebb. Állandó jég sehol sincs.
A ciklikus regresszió-transzgresszió mindig elsősorban a sekélytengeri élőlényeket sújtja. A triászban folyamatos a sekélytengeri diverzitás csökkenése, melyet azonban természetes módon követ a tápláléklánc minden eleme. Az alpi triászban még hatalmas korallzátonyok képződtek, az Alpok jó része a dolomitosodáson átesett koralleredetű dolomitból áll. A triász végére ezek a korallzátonyok erősen fogyatkoznak.
Ekkor tűntek el véglegesen az árapályövi pörgekarúak (Brachipoda), melyek helyét véglegesen a hasonló, de erősebb külső vázzal rendelkező kagylók (Bivalvia, Lamellibranchiata, Pelecypoda) vették át. A kagylók tágabb mélység-tartományban képesek létezni, egyes alakjaik a szárazra kerülést is jól viselik. Nagyobb mozgáslehetőségeik könnyebbé tették a tengerszint-változások követését, mind napi, mind hosszabb időtartamok szintjén. Egyetlen kivétel a pörgekarúak Lingula nemzetsége, amely – csoportjában egyedülálló módon – beássa magát az aljzatba, jól mozog, és jól tűri az oxigénszegény vizeket is. A bitumenes üledékek jól jelzik az oxigénszegény fenékvizeket. A kihalási ráta viszonylag kicsi, és inkább a triász-végi üledékhézag okozza a látszólagos nagy kihalást, mivel a folytonosan változó környezeti adottságok gyors evolúciós tempót diktáltak, és nagyon sok köztes alak nem ismert.

#### Öt:kréta–tercier

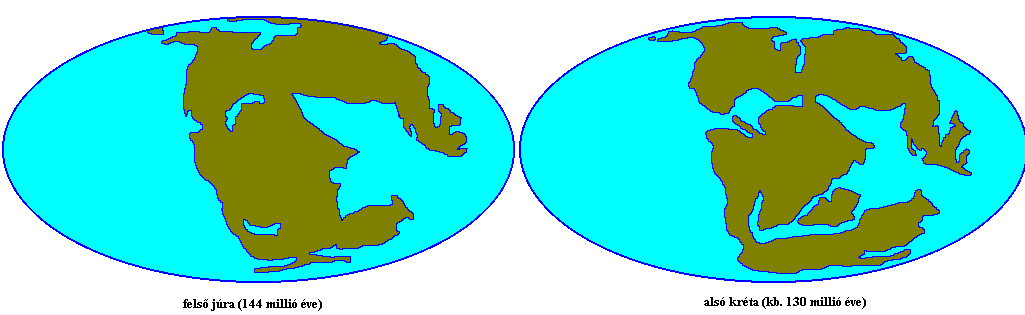
A jura és kréta térképe

Ez a kihalási esemény a legkisebb volumenű mindegyik közül, figyelmet valószínűleg csak a dinoszauruszok kihalása miatt érdemel. Az ismert családok 16%-a, a nemzetségek 47%-a nem lépte át a földtörténeti középkor és újkor határát. Leginkább a rudisták, ammoniteszek és a dinoszauruszok kipusztulása említhető, miközben a szárazföld állat- és növényvilága egyebekben alig változott vagy fokozatosan alakult át.
A kréta végén gyakorlatilag a perm eseménysor ellentettje zajlik le: a Pangea feldarabolódásának az a szakasza, amikor a széttagolódó kontinensek között felnyíló óceánok már számottevő akadályt képeztek az élővilág kiegyenlítődésének és jelentős éghajlatmódosító hatással jártak. Az atlanti-plató az első lépés, majd ezt sokfelé gomolyáramlatos bazaltvulkanizmus (iniciális tevékenység) követi. A Pangea összefüggő felszíne alatt felhalmozódó hőmennyiség új konvekciós cellákat hozott létre a földmag és a köpeny között, ezek pedig előbb feldarabolták, majd eltávolították egymástól a lemezdarabokat. A kontinensek peremén hegységképződés indult meg, majd szubdukciós (szinorogén) vulkanizmus.
A globálisan kiegyenlített éghajlat megszűnt, ekkortól észlelhetők határozott éghajlati övek.
Már a kréta közepétől megfigyelhető a szárazföldi állatok – elsősorban a gerincesek – nagyobb rendszertani egységeinek fogyatkozása, míg a kor végéig a fajszám alaposan megnő: tipikus példája az éghajlatváltozás hatására kihaló túlspecializált alakoknak és a kevés specializálatlan forma felvirágzásának.
A kréta üledékciklusának vége ismét sok helyen jár regresszióval, Európa területén általános üledékhézag van, mivel az alpi orogén ciklus larámi szakasza ismét térszínemelkedést hozott. Ehhez kapcsolódóan a kréta legvégére jelentősen nőtt a vulkanizmus, nemcsak kiömlési formában, hanem posztorogén (szubszekvens és finális) eredetű intrúziók is keletkeztek. A világon mindenhol jelentős magmás kőzetrétegek keletkeztek a legkülönbözőbb összetételű magmákból és minden mélységtartományban. Gránit, szienit, melafir, diorit, porfirit, porfir, fonolit, trachit, dolerit, bazalt, diabáz, gabbró rétegei települnek a felső kréta üledékekbe. Zömük a késő krétában, annak is a vége felé keletkezett.
A földtörténeti középkor és újkor határa a legismertebb kihalási esemény. Sokszor ezt emlegetik a legnagyobb volumenű kihalási hullámnak, pedig statisztikailag éppen a leggyengébb hatású volt. A dinoszauruszok kihalásáról szinte mindenki hallott már, de másokról jóval kevesebbet. Ez egyfelől a szárazföldi, nagy testű gerincesekre fektetett különös hangsúlyt mutatja, másfelől viszont az 1980-as évektől elharapódzó divathullám, amely kiemelte a mezozós hüllőket a paleontológia szakmai berkeiből, és ismertté, hozzáférhetővé tette a nagyközönség számára. A népszerűsítő irodalom a dinoszauruszok kihalását pillanatszerűnek és teljesnek írja le.
A jura és a kréta határán indult meg a Pangea teljes feldarabolódása, és az újonnan képződött kontinensek erőteljes szétrajzása. A vízáramlás- és szélrendszerek alapvetően megváltoztak, ami komoly befolyással volt az időjárásra. Lassan elkülönültek az éghajlati övek, hosszú idő után először újra dokumentálhatóak az évszakok változásai. Három éghajlati öv alakult ki: a trópusi, északi és déli mérsékelt, valamint északi hideg övek. Ez szemmel láthatóan a földrészek új elhelyezkedésének köszönhetően alakult ki. A szárazulatok az északi félgömbön csoportosultak, elzárva a hőkiegyenlítő áramlatok útját észak felé. Ausztrália és az Antarktisz szintén északabbra helyezkedett el a mai pozíciójukhoz képest, a déli sark környékén nagyjából akadálytalan hőkiegyenlítés folyt, így ott nem is alakult ki a kréta nagy részében sarkvidéki éghajlat, csak a legvégén, amikor a két déli kontinens már elég délre vándorolt.
Elszigetelt partszegélyi övek alakultak ki, a Dekkán teljesen szigetkontinenssé vált, míg Észak-Amerika korlátozottan elérhetővé.

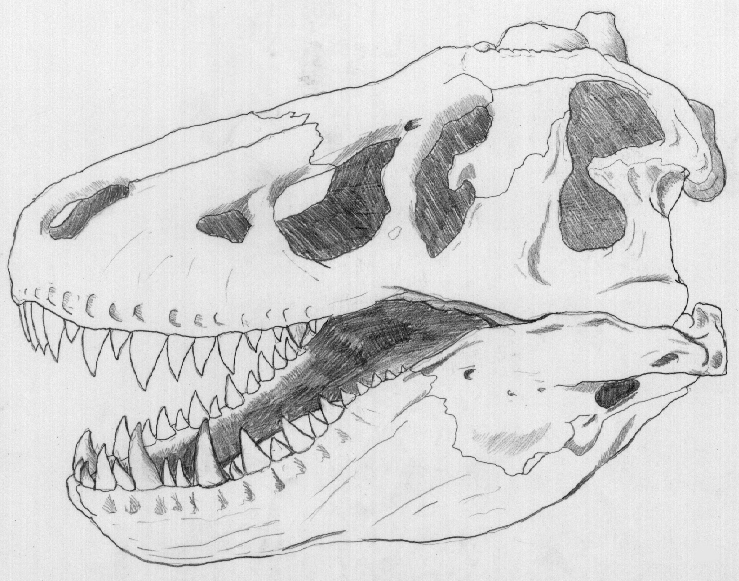
Tyrannosaurus koponya

Négy alapvetően különböző élővilág alakult ki a Gondwana (déli kontinensek) és Laurázsia (északi kontinensek) területén. Dekkán, Afrika-Dél-Amerika, Ausztrália-Antarktisz és Észak-Amerika-Eurázsia. Ez utóbbi két további alrészletre, Észak-Amerika majdnem szigetkontinesére és Eurázsia egybefüggő tömbjére bontható. A kréta korban Észak-Amerika sok független, egymástól jelentősen eltérő élőhelynek adott otthont, a fő lelőhelyek – Wyoming, Alberta, Hell Creek, Death Valley – élővilága endemikus jellegű, kevés a teljes kontinensen elterjedt típus, még kevesebb a kozmopolita. Ez időben a kozmopolitizmust leginkább a nagyragadozók képviselik, mint a Tyrannosauridae család fajai.
Csak itt jellemző a szarvarcúak csoportja (ceratopsidák), amelyek korábban az egész északi földrészen éltek. Itt azonban nagy diverzifikációt mutatnak. A Dekkán hasonló jelenségeket mutat, itt a lemezes gyíkok (Stegosauria) utolsó menedékét regisztráljuk.
Ausztrália kifejezetten szubarktikus éghajlatúvá vált. Az e korból ismert felszín vonszolásnyomokat mutat (gleccsermoréna), jégtáblák által szállított törmelékes kőzetek a sekélyvizekben, ezenkívül olyan ásványtársulások, melyek kizárólag 1-6 fok között jönnek létre. Ezen a zord éghajlaton hypsilophodonták nyüzsögtek a szárazföldön, a jeges vízben pedig plioszauruszok. Egyikükre vonatkozóan sem lehet tehát azt állítani, hogy a hidegre különösebben érzékenyek lennének. Ugyanakkor az egész térségben nagy transzgresszió tapasztalható, viszonylag kis felületű szárazföld maradt.
Jelentős mértékű vulkanizmus indult be. Elsődlegesen a forrópontos jellegű, ezzel indult a ciklus, de már a jura végén regisztrálható a felszakadó kéreghez köthető óceáni hátsági jellegű is (ma például Izlandon tapasztalható), a kréta legvégén már posztorogén jelenségek is láthatók. A Tethys-tenger bezáródásával nagyarányú hegységképződés indult meg, majd szubdukciós eredetű vulkanizmus is (például a mai Andok vulkanizmusa).

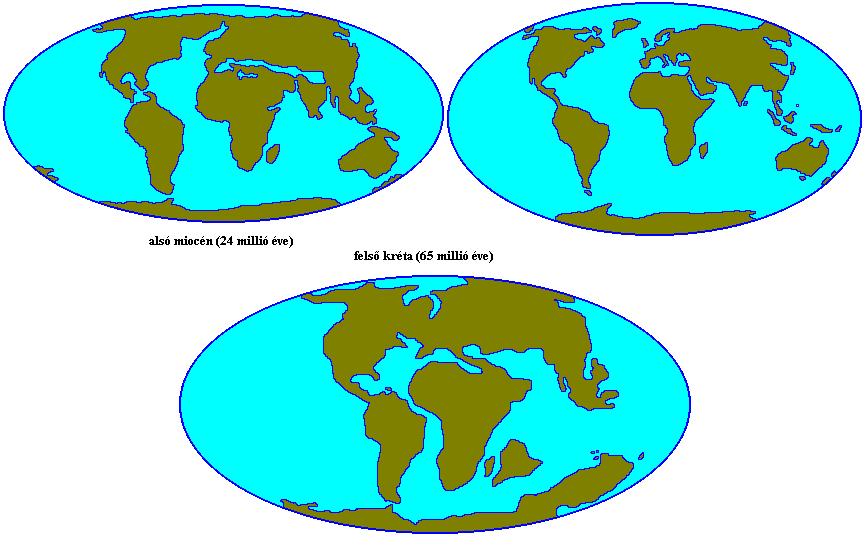
Térkép a felső krétától máig

A katasztrófaelméletek földi eredetű okokat (hirtelen klimatikus változást) feltevő változataiban a Dekkán-plató vulkanizmusa is megjelenik. A Dekkán az egyik irídiumban gazdag folt. A platóképződés jóval intenzívebb, mint például a mai Hawaii-szigeteké, de párhuzamot lehet vonni a Kilauea, Mont Pelée, Mauna Loa és Mauna Kea működésével. Ezek mind a pajzsvulkánok kategóriájába tartoznak, nagy területet borító, nagy mennyiségű híg láva termelése a jellemzőjük. A Hawaii forrópont legalább ötvenmillió éve létezik, ezzel szemben a Dekkán vulkanizmusa legalább félmillió, de legfeljebb egymillió évig tartott (a szakértők adatai ezt a szórást mutatják). E rövid idő alatt helyenként 2400 méternyi összvastagságot elérő, nagyjából kétmillió négyzetkilométernyi felületű platót hozott létre. Működése szakaszos volt, az egyes elkülöníthető lávaömlések 10-150 méter vastagságúak, és köztük akár igen vastag üledékes összletek is találhatók. Ezen hosszú inaktív szakaszok alatt képződött üledékekben egyre kisebb arányban található jellegzetes mezozoikumi fauna. Ugyanakkor a Dekkán csak az egyike volt a nagyon aktív helyeknek, Grönland például semmiben nem maradt el tőle.
A geológiai értelemben gyors változások az életlehetőségeket alapvetően változtatták meg. Ezt a mezodendrikum (a növényzet földtörténeti középkora) és neofitikum (a maihoz hasonló növényzet elterjedése) közötti határ jelzi, amely mintegy tízmillió évvel előzi meg a kréta-tercier határt, azaz a mezozoikum (az állati élet középkora) és a kainozoikum (új állati idő) közti határt. Ha meteorit okozta a 66 millió éves kihalási eseményt, akkor elég sajátságos véletlen, hogy ennél nem sokkal korábbra tehető egy olyan változás kezdete, amely minden szárazföldi életforma létfeltételeit alapvetően befolyásolta. Valójában a dinoszauruszok előzetes fogyatkozását két esemény okozhatta. Egyrészt a növényzet fokozatos, de gyors lecserélődése a táplálékszerzésben jelentett nehézséget. Másfelől viszont a krétában sokkal nagyobb volt a tengerek által borított felület, mint bármikor korábban és később. Következésképp az egyes dinoszaurusz-populációk élettere nem csak elszigetelődött egymástól, de lényegesen be is szűkült. Az egész mezozoikum folyamán a transzgresszió és regresszió aránya olyan, hogy inkább kisebb és nagyobb transzgresszióról lehet beszélni, de regresszióról szinte sosem. A mezozoikum során a kréta elején volt a legnagyobb a szárazföldek összes területe, de még ez is kevesebb a triász elejének szárazföldjénél. Ehhez járult a meg-megújuló vulkanizmus, ami az egyes szigetpopulációk egymás utáni eltűnését okozta.
A kréta közepétől a mezodendrikum és neofitikum határát a zárvatermők megjelenése és gyors terjedése jelzi. A növényvilág ezzel együtt nem katasztrofális kihalást, hanem átstruktúrálódást produkált. A zárvatermők elsődlegesen az újonnan kialakult hidegebb éghajlatú helyeken terjedtek, de hamarosan erdőalkotóik a tropikus területekről szorították ki a nyitvatermőket. Ez utóbbiak hamarosan fenyveserdők formájában a hideg égövekre korlátozódtak, míg a korábbi trópusi erdőalkotó nyitvatermők (páfrányok, zsurlók, cikászok stb.) aljnövényzetté törpültek. Egy ideig még várni kellett a fűfélék megjelenésére, amelyek a későbbi legelő életformát lehetővé tették a szavannai emlősök számára. A zárvatermők között gyakorlatilag nincs olyan magasabb kategória, amely a kréta-tercier határt ne lépte volna át, ezzel szemben a paleocénben óriási diverzifikációt mutatnak.
A tengeri életterek a krétában a maihoz hasonlóan a planktonikus szervezetekre épülő táplálékláncot alkottak. A kihalási esemény a foraminiferák drasztikus fogyatkozásával indul meg. Ezek az állati egysejtűek azonban ma is inkább a hűvösebb vizeket kedvelik (éjszaka jönnek felszínre, míg a nappalokat mélyebb vizekben töltik), ezért egyszerűen egy hideg periódussal nem magyarázható a fogyatkozásuk. A szivacsok fogyatkozásáról is szoktak beszélni, azonban ezek esetében inkább arról van szó, hogy a partközeli, sekélyvízi formáik helyett a mélyebb vizeket kedvelők élték túl a határt. Ezek ugyanis sokkal lazább vázfelépítésűek, hiszen a hullámverés mechanikai megpróbáltatásainak nincsenek kitéve. Ezért nehezebben fosszilizálódnak és kerülnek elő ősmaradványként. A kovaszivacsok a karbon–perm határon majdnem teljesen kipusztultak, innentől két kihalási eseményt is átvészeltek úgy, hogy folytonosan gazdagodott a fajszámuk. A kréta végén jelentősen megfogyatkoztak, de közel sem annyira, mint a karbon–perm határon. Ezek sekélytengeri formák. A négysugarú szivacsok az ordovíciumi virágkor után már a szilur–devon határon majdnem kihaltak, majd a perm–triász határon ismét. A jurától a kréta végéig folyamatosan gyarapodtak, a kréta–paleocén határon visszaesett ugyan a fajszámuk, de még mindig jelentősen magasabb maradt, mint a triász végén volt. Szintén sekélytengeriek. A mészszivacsok a karbonig alárendelt szerepűek, majd a kréta elejéig kis visszaesésekkel szinte folyamatosan növekszik a fajszámuk. A kréta közepén kezdődik a visszaesésük, amit nagy fogyatkozás követ a határon, de a maradék fajszám is meghaladja a karbonból leírt fajszámot. A szivacsok története is egyértelműen a sekélytengeri régió változásáról árulkodik.
Már a Pangea feldarabolódásának kezdetőtől, tehát a kréta elejétől a magasabb rendszertani egységek rohamos fogyatkozást mutatnak. Később a kihalás exponenciálissá vált, és a határon kulminált. 1997-ben 22 angol kutató neve fémjelezte azt a cikket, amely teljeskörűen vonultat fel alternatívákat a becsapódásos kihalási elmélettel szemben. Eredményeik szerint (figyelembe véve a Signor–Lipps hatást is) a kréta végi fajkicserélődés csak egyes tengeri mikroplanktonokra jellemző, a puhatestűek és szárazföldi gerincesek már a maastrichti emelet elején válságba kerültek, ugyanakkor a bentonikus tengeri egysejtűek, a pörgekarúak, csigák, halak és kétéltűek esetében nem is észlelhető nagy faunaváltás. Sőt, a fejlábúak esetében az ammoniteszek kihalása – amelyet a dinoszauruszok mellett a legjellegzetesebb kihalásként szoktak emlegetni – is csak a jura közepétől határozottan megfigyelhető fogyatkozás befejeződése. A kréta közepén ugyan újra nagy fajszámú csoporttá vált, de ezek a – nem véletlenül „mellékalaknak” nevezett – típusok is a kréta közepétől folyamatosan tűnedeznek el. A másik lábasfejűcsoport, a Nautilus-félék a kréta végére éppenséggel éppen túl voltak egy fogyatkozási perióduson és újra gyarapodni kezdtek, és a harmadidőszak közepétől ismét fogyatkozásnak indultak. A kétkopoltyús lábasfejűek esetében semmilyen változás nincs a határon.
Hasonló eloszlást mutatnak az Inoceramus-félék és a rudisták is, amely kagylócsoportok a kréta végén elhúzódó hanyatlást mutatnak, majd még a K–T-határ előtt kihaltak, a Vizcayai-öbölben egy méterrel a határ alatt találhatók a legfiatalabb példányok. A tengeri faunára vonatkozóan nem ritka, hogy különböző szerzők egészen különböző adatokat adnak meg a kihalás arányára és lefutásának idejére, ami az adatok többségének becslése miatt következik be. Igazán hirtelen ritkulást a bentonikus foraminiferák mutatnak, valamint a planktonikus egysejtűek, amik mintegy 80–85%-os fogyatkozással a legsúlyosabban érintett élőlénykörbe tartoznak.

### Az öt nagy általában
Az ötből négy nagy kihalás a zátonyépítők populációjának összeomlásával kezdődött, de egyiknél sem teljes mértékű. Az ötödiknél is megfigyelhető, de kis késéssel. Ez konkrétan utal a minden kihaláshoz köthető globális tengerszint-, hőmérséklet- és sókoncentráció-változásra, mivel a zátonyépítők minden formája ezekre a jellemzőkre hiperérzékeny. Az elmúlt félmilliárd évben pontosan hat alkalommal figyelhető meg a zátonyépítők drasztikus fogyása, melyet ugyan pótolnak egyéb zátonyépítők, de mindig másfélék, és mindig késéssel. A kambrium végén az archaeocyathák és zátonyalgák, az ordovícium és szilur határán a sztromatolitok, a devon végén a stromatoporoidák, a fenéklemezes- és négysugaras korallok, a triász elején (és nem a perm végén) újra az algák és a mészszivacsok, a jura elején a kőkorallok és újra a mészszivacsok, a kréta végén újra a kőkorallok és a rudisták. A megfigyelt kihalások száma nagy mértékben függ attól, hogy ki mit tekint rendszertani kategóriának (erről alább), és ha figyelembe vesszük a rendszertelenül ismétlődő, az életminőségre tetemes hatással lévő változásokat is, a dokumentált kihalási százalékok nem is olyan nagy számok. A zátonyépítők pedig – érzékeny szervezetek lévén – sok ok miatt fogyatkozhatnak meg egy adott időben.
Mindig fennmaradt azonban az aktuális zátonyépítők egy része is, csak háttérbe szorultak. Egyesek kifejezetten új felvirágzással hagyták maguk mögött a genetikai útszűkületet. A zátonyépítők – minden szakaszos fogyatkozás ellenére – a szilurtól csaknem változatlan körből kerülnek ki. A véglegesen kihalt zátonyépítők csak az archaeocyathák, a fenéklemezes- és négysugaras korallok és a zátonyépítő puhatestűek, de ezek utódai vagy rokonságuk ma is létezik. A zátonyépítők hanyatlása egy esemény kivételével megelőzi a kihalásokat.

## Őslénytani és geológiai alapok

### A taxonómia nehézségei
Az evolúció megszakítatlan folyamat, de ugyanakkor kvantált is. A kvantálás azonban az őslénytani anyagban általában csak támpont, kapaszkodó jellegű. Az evolúciós egységek néha egybe eshetnek a rendszertani kategóriákkal, de nem ez a jellemzője. A taxonok egy adott időpillanat egy adott állapotának mesterséges rögzítettségei, amely a leletgyakoriságtól függ, nem a valódi evolúciós lépésektől. Ezt a problémát csak a kladisztika oldja meg, azonban a fosszilis élővilág rendszerezésénél a kladisztika áthatolhatatlan akadályba ütközik: a DNS viszonylag rövid idő alatt menthetetlenül elbomlik.
A rendszertan legnagyobb problémája az, hogy a paleontológusok szinte mindig legalább egy rendszertani kategóriával feljebb sorolják be leleteiket, mint az indokolt volna. Ez a kihalások szempontjából azért fontos tudnivaló, mert szándéktalanul ugyan, de alaposan meghamisítja a kihalási statisztikákat.
A rendszerezés alapja még ma is mind a recens, mind a kihalt élővilágban a morfológiai tényezők összevetése. A legújabb rendszertani kutatások a genetika eredményeit is felhasználhatják. Ebből már a legelső lépések alkalmával fény derült arra, hogy milyen hibalehetőségekkel terhelt az osztályozás. A madarak osztályában a DNS-vizsgálatok alapjaiban borították fel a korábban kialakult rendet. Így például az újvilági keselyűket a vágómadaraktól át kellett sorolni a gólya-alkatúak közé, vagy az énekesmadarak teljes alrendjét újragondolni. Pedig ezeket az állatokat ma is közvetlenül tanulmányozhatjuk, nemcsak etológiájuk, de teljes anatómiájuk feltárható volt. A kihalt élőlények esetében az élő szervezet vizsgálatára nincs mód, viselkedésüket még kevésbé ismerhetjük, DNS-ük pedig vizsgálhatatlan. A komplett őslénytani rendszerezés terhelt olyan hibákkal és további hibalehetőségekkel, mint amilyeneket most a genetika révén a recens rendszertanban javítunk folyamatosan.
Az őslénytanban a taxonoknak gyakorlatilag semmilyen konkrét támpontja sincs, minden rendszerezés azon múlik, hogy egy adott élőlénykörből milyen példányok ismertek és ezek morfológiailag milyen más ismert őslényekhez hasonlóak. A hasonlóság mértéke, az egyes tulajdonságok léte vagy nemléte a döntő. Ezért az őslénytani taxonok gyakorlatilag nem képeznek rendszertant, csak egyfajta szubjektív kategorizálást jelentenek.

#### Magasabb rendszertani egységek meghatározása

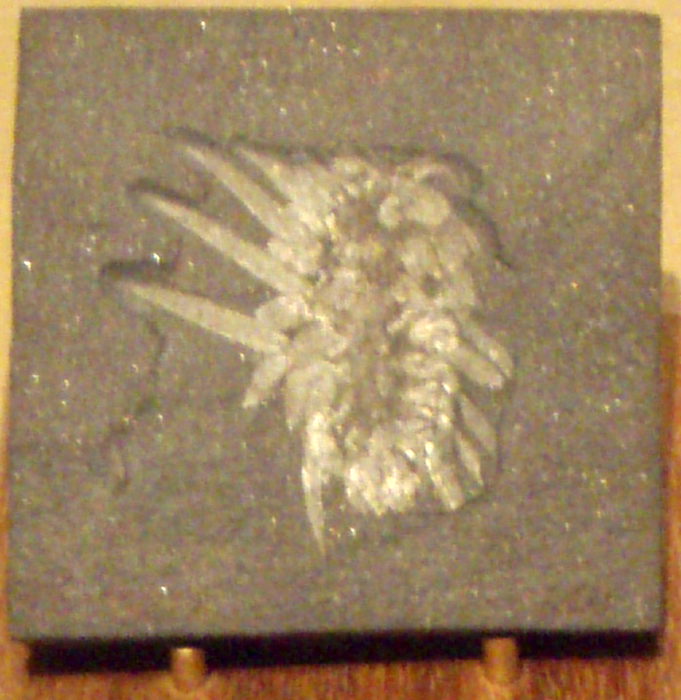
Wiwaxia

A magasabb rendszertani egységek a törzs (phylum), osztály (classis) és talán a középkategóriájú rend (ordo). Ezek meglehetősen szubjektív fogalmak, főleg az őslénytanban. Gondolatkísérlet: mi lenne, ha a puhatestűek valamennyien kihaltak volna valamikor a földtörténet folyamán? Ez esetben a kagylókat kétségkívül a pörgekarúak közé sorolnánk, a csigákat pedig a lábasfejűekhez. A kagylók és pörgekarúak háza hasonló, az utóbbiak nyélnyílása összekeverhető a kagylók szifónyílásával, zárospereműek következő fejlődési fokozata lehet a fogas zárómechanizmusú kagylóhéj, stb.

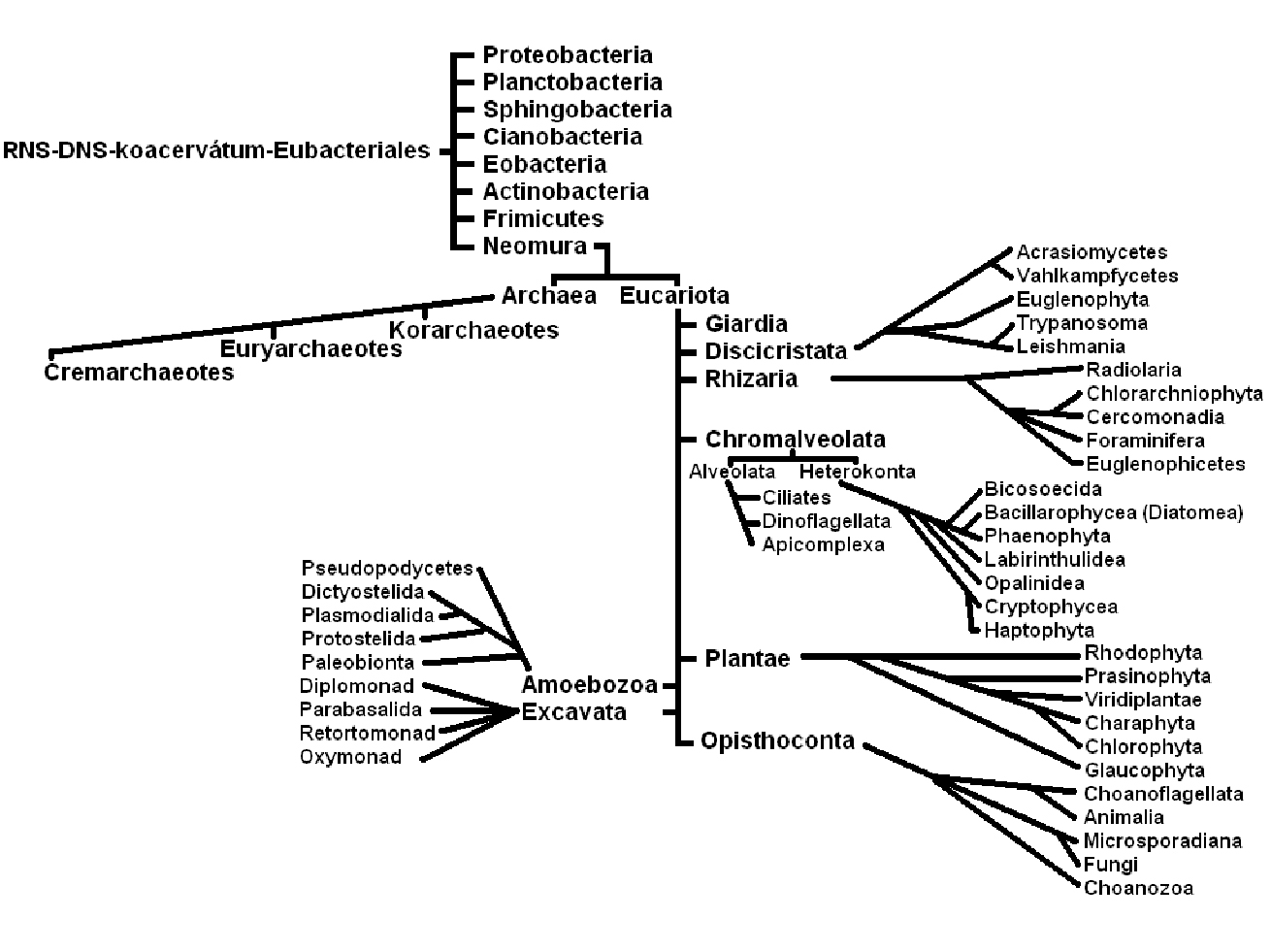
Molekuláris törzsfa

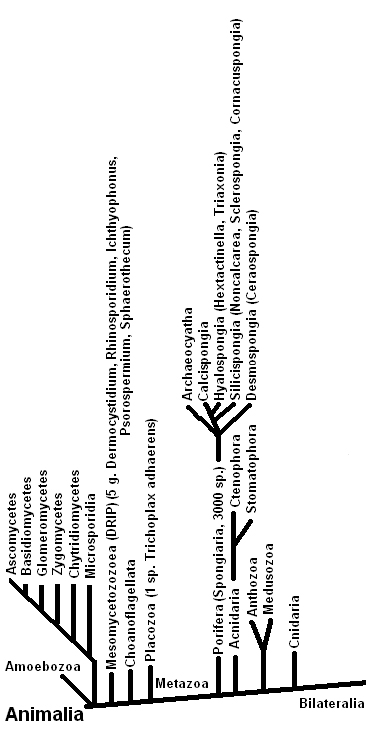
Az állatvilág molekuláris törzsfája

Törzsfejlődésileg fontos törzs a tapogatókoszorúsoké (Tentaculata vagy Lophophora), bár őslénytanilag már kevésbé, mert ritkán fosszilizálódnak. Ennek ellenére már a szilurból ismert a Fenestella nem, a karbonból pedig például az Archimedes. Szakaszokra tagolódó bélcsatornájuk, idegrendszerük a fejlettebb szervezetekhez kapcsolják, rokonságuk a szabadon úszó lárva alapján a gyűrűsférgek és puhatestűek között keresendő. Kizárólag vízi szervezetek, többnyire aljzathoz kötött magányos, vagy telepes állatok. Legfontosabb osztályai a Bryozoa (mohaállatok) és a Brachiopoda (pörgekarúak). Genetikai adatok alapján ez esetben megerősítést nyert, hogy a mohaállatoknak valóban igen közeli rokonai a pörgekarúak, azonban közéjük ékelődik az Entoprocta (álmohaállatok) csoportja. Csak fosszilis anyagból nem lehetne őket megbízhatóan egy csoportba sorolni.
A pörgekarúak, nyelesférgek (más néven álmohaállatok), mohaállatok, puhatestűek, gyűrűsférgek és fecskendőférgek alkotnak egy kládot, és ennek a kládnak legközelebbi rokon csoportja a laposférgek, kerekesférgek és csillóshasúak alkotta klád. Érdekessége a valódi rokonsági fokoknak, hogy a korábban egységesnek gondolt laposférgek (Platyhelminthes) törzs kétfelé oszlik, és amíg a valódi laposférgek a fent említettek rokonságába tartoznak, addig a bélüreg nélküli laposférgek (Acoela) az összes többi ősszájútól elkülönülő fejlődési vonalat alkotnak. Ezt a rokonsági kört a recens és élőben tanulmányozható élőlények alapján sem sikerült megbízhatóan osztályozni.
A félrevezetően egységesen férgeknek nevezett állatcsoport egyébként is problémás, és jól mutatja, hogy a puszta morfológiai osztályozás mekkora hibákkal terhelt. Mára kiderült, hogy az egész Vermes phylum (férgek törzse) formacsoport volt, sőt kladista nézőpontból még a Vermes törzscsoport sem helytálló megnevezés. Egyes férgek (Sipunculida, Annelida) a puhatestűek, mások (Nematoda, Chaetognatha) az ízeltlábúak, megint mások (Pterobranchia) a tüskésbőrűek fejlődési vonalába tartoznak, vagy éppen teljesen önállóak (Gnathifera, Platyhelminthes, Gastrotricha). A férgek korábban egységesnek képzelt testfelépítése többször, egymástól függetlenül alakult ki egy közös, specializálatlan ősformából, amely azonban őse volt a puhatestűeknek, ízeltlábúaknak és tüskésbőrűeknek is. A férgek tehát egy kládot alkotnak valamennyi Protostomiával (ősszájúval), de önmagukban a férgeknek nevezett állatok nem alkotnak kládot.
A nulladik kihalási eseményben 19 (vagy több) törzs kihalását regisztrálták. Tették ezt olyan leletek alapján, melyek a maiaktól teljesen eltérő életformák maradványai, és még az élőlény rekonstrukciója is kérdéses, nemhogy a besorolása. Tipikus példa erre a konodonták és rokonaik esete. Eme kis maradványok fogalakúak, kalcitos kalcium-foszfát az építőanyaguk, de hogy az állat, amelyhez tartoztak, milyen volt, arról fogalmunk sincsen. Lehettek akár fogak is, de éppúgy pikkelyek, vagy valamilyen szilárd váz elemei. Hasonlíthatóak akár a puhatestűek radulájához (reszelőnyelv), vagy a sertelábú féreg állkapcsához. Sokszor kitűnő megtartásúnak gondolt leletekről is kiderül, hogy valójában a teljes szervezetnek csak kis részéről van szó.
A graptolitákat ma önálló törzsbe sorolják, holott inkább a ma is élő csövesek (a félgerinchúrosok vagyis a Hemichordata egyik osztálya: Pterobranchia) közeli rokonainak tűnnek, vagyis legfeljebb osztályszintű besorolást érdemelnének.
Az ediacarai Dickinsonia egy lapos, csíkos korongként maradt fenn, még a legtágabb rokonsági körét sem sikerült meghatározni, lehetne féreg, korall vagy akár gomba is. A Conway Morris által leírt Hallucigeniáról időközben kiderült, hogy egy szimpla karmos féreglábú (Onycophora), amelynek ma is legalább ötezernyi rokon faja van, mindössze fejre kellett állítani az első rekonstrukciót. A háti tapogatósor valójában a hasoldalon van és kettős sorú. Így aztán a Wiwaxia osztálya nem kihalt, hanem sosem létezett.

#### Alacsonyabb rendszertani egységek meghatározása

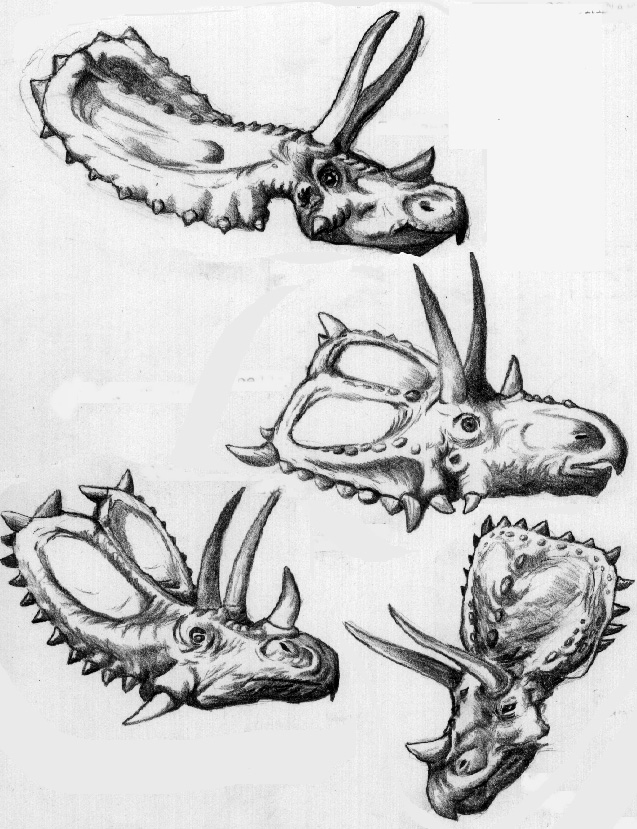
Chasmosaurinae-alcsalád

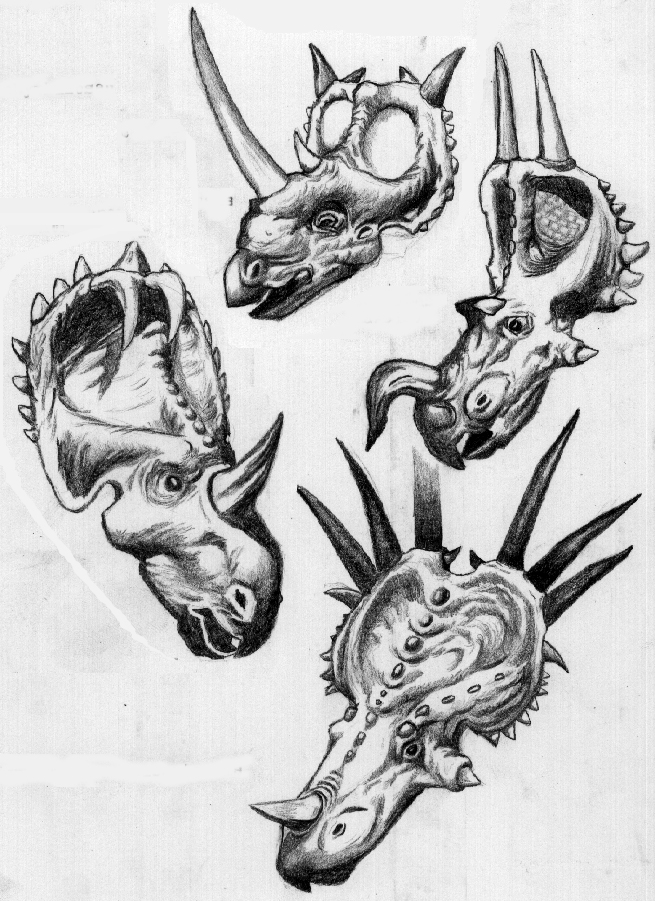
Centrosaurinae-alcsalád

Az alacsonyabb rendszertani egységek a család (familia), a nemzetség (genus) és a faj (species). Pontosabb meghatározásuk a kihalási események szempontjából azért lenne fontos, mert ezek alkotják a számított fajpusztulás statisztikájának alapját. E pontosabb meghatározások azonban DNS-vizsgálatok nélkül nem lehetségesek, ezért ezek a statisztikák és számítások sosem megbízhatóak.
Egyszerű példa erre a két mellékelt grafikán ábrázolt Ceratopsidae család, amely a Protoceratopsidae és Psittacosauridae családokkal a Ceratopsia rendet, vagy más megközelítésben esetleg alrend vagy kisrend is lehet (subordo, parvordo). Az első ábra a Chasmosaurinae alcsalád négy nemzetségébe tartozó négy fajt ábrázol, sorban Torosaurus latus, Chasmosaurus belli, Pentaceratops sternbergii, Triceratops horridus. A másodikon a Centrosaurinae alcsalád négy faja, sorban Pachyrhinosaurus canadensis, Centrosaurus apertus, Styracosaurus Makelai, Styracosaurus albertensis.

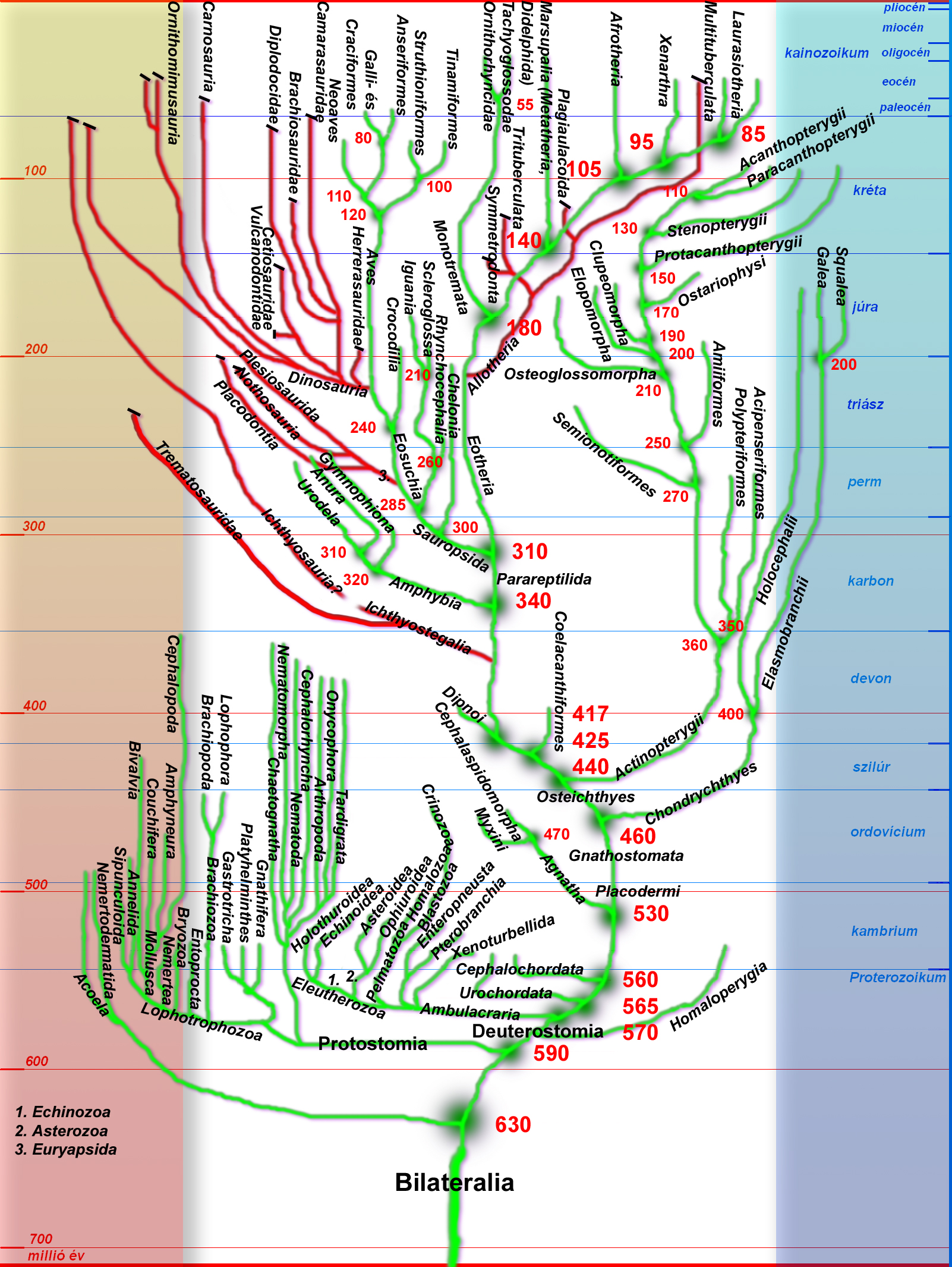
Kétoldali részarányosok törzsfája

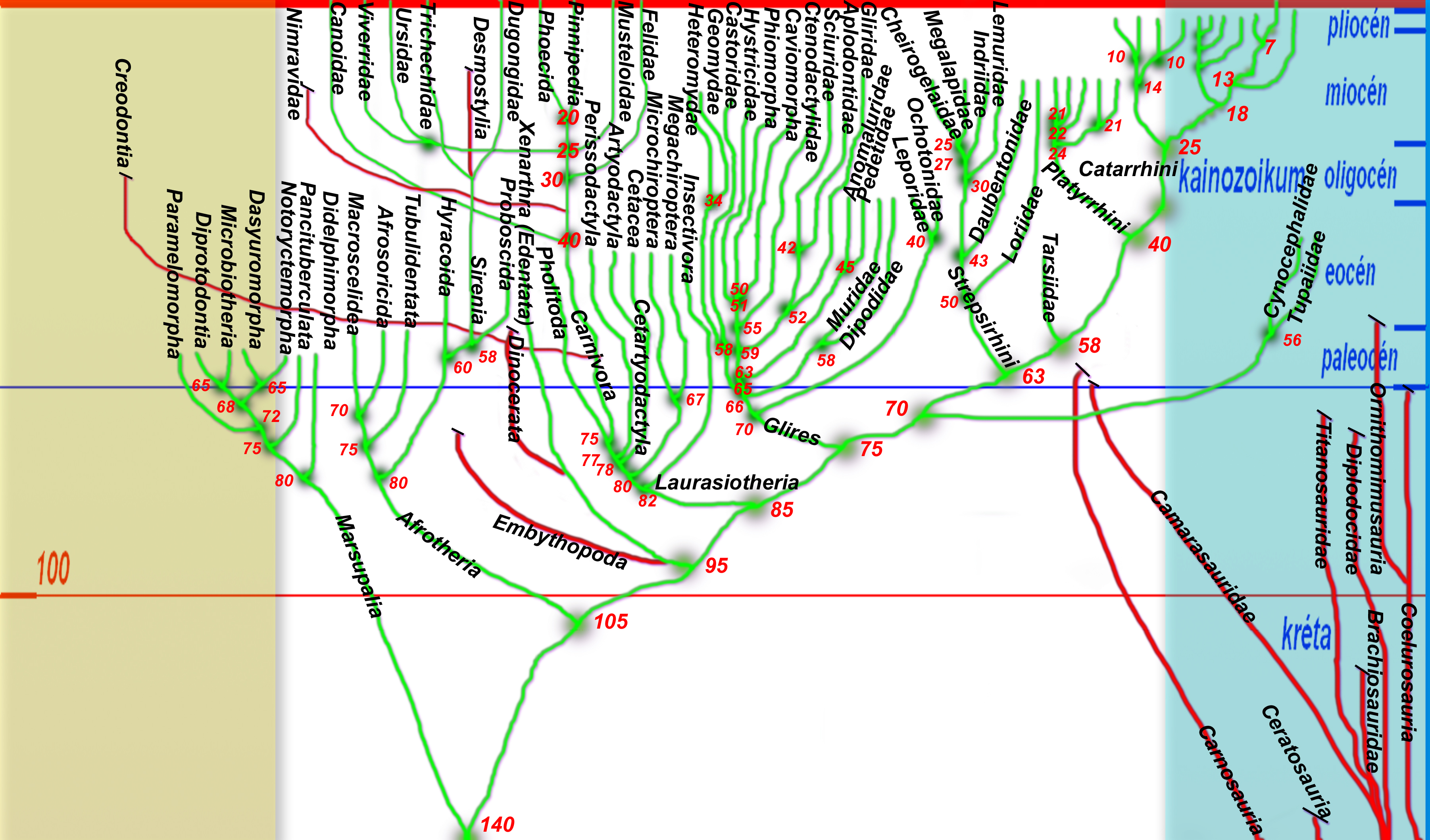
Az emlősök törzsfája

A két alcsaládban a nyaki pajzs epoccipitális csontjai (bőrcsontok) és a tülkök elrendezése olyannyira hasonló, hogy – sarkítva a kérdést – akár egyetlen faj négy populációjáról is szó lehetne. Nem véletlenül okoz nagy gondot e rokonság pontosabb besorolása, kezdve a Monoclonius–Centrosaurus problémán és befejezve a Torosaurus–Triceratops vélelmezett azonosságon. Az utóbbi eset egyértelműen abból adódik, hogy az egyedfejlődés során a „faji” jellemzőnek gondolt azonosítók jelentősen változhatnak. Ezért a nagy testméretű, hatalmas, de lyukas szerkezetű gallérral rendelkező háromszarvút önálló nemnek írták le és csak jóval később került szóba, hogy esetleg öreg Triceratopsokról van szó, akinek megnyúlt és elvékonyodott a gallérja. Ez két nem néhány fajának esetleges egy fajon belüli azonosságának lehetőségét is felveti.
A rendszertani kategóriák használata itt egyáltalán nem valami megbízható rendezőelv szerint történik, hanem pusztán az egyes formacsoportok megkülönböztetését szolgálja. A legtöbb kihalási statisztika négy család – Psittacosauridae, Protoceratopsidae, Chasmosauridae és Centrosauridae – kihalását regisztrálja ott, ahol talán néhány nemről van szó. (Ugyanis a fentiekben említett Ceratopsidae családot igen gyakran nem használják, hanem helyette a két alcsaládot említik önállóan.)
Az azonos korú és lelőhelyű leletek is okozhatnak problémát. 1967-ben a devonból Retusotriletes néven leírtak egy spórát, majd egy évvel később levélmaradványból a Psylophyton nemzetséget. 1975-ben a Psylophyton dawsoni egyik leletében sporangiumot is találtak, melyből a spórát kipreparálva derült ki, hogy a Psylophyton és a Retusotriletes ugyanaz a növény.
Vagy: Sphaenopterys hoeninghausi (levélmaradványból), Lyginodendron oldhamium (törzsmaradványból), Lagenostoma lomaxi (magleletből). A maglelet első osztályozásánál még a családot sem találták el, végül a három különálló nemzetségről kiderült, hogy egyetlenegy. Ez persze nem a paleobotanikus hibája, hiszen egy spórából akármilyen spórás növény lehet (első eset), a magvak szintén hasonlóak lehetnek egymáshoz (második eset). Ezt kiküszöbölni nem lehet, de a statisztikáknál figyelembe kell venni.
Nemcsak a növényeknél fordulhat elő ilyesmi. A dinoszauruszok legnagyobbjai közé tartozó Bronthosaurus és Apatosaurus nemek esetében is csak a szerencse segített, hogy a két lelet faji azonosságát megállapítsák.
További nehézség a szakemberek specializálódása, legtöbbször egy-egy korra. Így egy kambriumra szakosodó geológus vagy paleontológus nem feltétlenül ismeri az ordovícium élőlényeit. Előfordulhat, hogy egy ordovíciumból már leírt fajnak a kambriumban akár önálló családot is kreál első leírója (vagy éppen törzset). Így a számításokban a kambriumi család a kihaltakat fogja gyarapítani, dacára annak, hogy nagyon is létezett az ordovíciumban.

### A kormeghatározás nehézségei

#### Kormeghatározás általában
A kormeghatározás módszerei alapvetően a relatív és az abszolút korok meghatározását célozzák. A relatív kor meghatározása arra képes, hogy különböző helyeken képződő kőzetek egymásnál idősebb vagy fiatalabb voltát eldönthessük. Az abszolút kormeghatározás alkalmas arra, hogy a geológiai folyamat korát a mától visszaszámított években adjuk meg. Nagyon fontos tudnivaló, hogy a legtöbb őslénytani lelet pontos abszolút kora ismeretlen, a kormeghatározás inkább tartozik a becslés kategóriájába.

##### Relatív kormeghatározás
A relatív (viszonylagos) kormeghatározás elsősorban rétegtanon (sztratigráfia) alapul, a kölcsönös összefüggés korrelációján. Különböző körülmények között különböző minőségű és mennyiségű üledékek képződnek. A körülmények időben és térben változók. A konkordánsan (hézagmentesen) települt üledékek esetében világos, hogy a feljebb elhelyezkedő réteg később keletkezett, vagyis relatív korrelációra alkalmas: egymáshoz képest idősebb és fiatalabb képződményről beszélhetünk. Az úgynevezett globális réteg-referenciák, vagy kőzettani mintaszelvények azt a célt szolgálják, hogy egy-egy teljes rétegsor kifejlődése alapján az egész Földre kiterjedő relatív meghatározási rendszer felállítását tegyék lehetővé.
A hézagmentes rétegsorok bizonyos geológiai folyamatok bekövetkeztét is jelzik. A Walther-féle fáciestörvény szerint a térben egymás mellett, egy időben létező fáciesek a rétegsorban egymás fölött helyezkednek el. Például transzgresszió (tengerszint-emelkedés) esetén a partszegélyi fáciest a rétegsorban sekélytengeri, majd esetleg mélytengeri követi. Regresszió (tenger-visszahúzódás) esetén a helyzet fordított: a tengeri fácieseket partszegélyi, majd kontinentális üledékek követik. A regresszió azonban szinte minden esetben diszkordanciát (üledékhézagot) okoz, mivel a szárazföldön gyakoribb az erózió, mint az üledékképződés.
A relatív kormeghatározást segítik a gyors evolúciós rátával rendelkező, nagy elterjedésű és egyedszámú állati vagy növényi populációk. A korjelzőnek minősített típusok különböző típusú, egymástól esetleg földrajzilag igen messze képződött üledékek egymáshoz rendelésére alkalmasak.
A rétegtani relatív kormeghatározást nehezítik az áthalmozott üledékek, a felgyűrődések esetén az esetleges átbukó redők és a diszkordancia. A mintaszelvények sokszor nem általánosíthatók a Föld egészére nézve. Korjelzőnek minősített szervezetek esetében előfordulhat, hogy az adott kor végén megritkuló populáció a következő korszakban újra felvirágzik, esetleg a Föld egy másik területén. A perzisztencia és alaki konvergencia jelenségei is problémákat okoznak.

##### Abszolút kormeghatározások
Az abszolút időskála legmegbízhatóbb módszerei a radiometrikus eljárások. Ezek mindegyike valamely radioaktív izotóp bomlási sebességének ismeretén, és a bomláskor keletkező elem, valamint a sugárzó anyag arányának mérésén alapul. Nehézségei elsősorban a mérési technológián, a mérési érzékenységen és az esetleges minta-szennyeződésekben van. Az üledékek képződésének kormeghatározására nem alkalmas, mivel csak az üledéket alkotó törmelék eredeti keletkezési idejét lehetne megállapítani, nem az üledék kiülepedésének idejét. Minden radiometrikus mérés eredménye tartalmaz egy úgynevezett bizonytalansági tényezőt, amely egy lehetséges időintervallumot ad meg. Minél hosszabb felezési idővel rendelkezik egy izotóp, annál messzebbi idő datálására alkalmas, de annál nagyobb a bizonytalansági tényezője is. Az urán-ólom módszernél ez több tízmillió év is lehet.

#### Az adatok egymáshoz rendelése
Az abszolút- és relatív kronológiák egymáshoz rendelése legtöbbször bonyolult feladat. Ha lávaár ékelődik üledékek közé, akkor a vulkanit radiometrikus datálása a máshol hasonló módon települő, de a láva által nem érintett üledékek abszolút időmeghatározását teszi lehetővé. A Föld különböző pontjain más és más időkben zajló vulkanizmus alapján sok üledéket lehet abszolút módon datálni, de mindig terhelve a radiometrikus módszer bizonytalansági tényezőjével.
Ha egy adott korban megbízható globális rétegreferenciával rendelkezünk, akkor a Föld szinte bármely pontján lezajló geológiai folyamatot abszolút kormeghatározás nélkül is elláthatunk abszolút datálással. Az alkalmasan kiválasztott rétegsor egyes rétegeiben (amelyekben lehetőség van rá) radiometrikus datálást végeznek, ami hozzávetőleg megadja a többi réteg korát is. A Föld más pontjain hasonló időben képződött kőzetek alapján keresztreferencia is készíthető, amelyek kombinálásával viszonylag pontos datálási sorozat jöhet létre.
Ennél eredményesebb módszer jelenleg nincs, de a globális üledékhézagok kifognak rajta. A legjobb példa a fentebb már említett perm-üledékhézag, amely több mint húszmillió éves. Ha véletlenül valamely perm korú – vagy annak gondolt – összletet kívánunk datálni, akkor a dél-kínai rétegsorokhoz kell fordulnunk referenciáért, és sehová máshova, mert összefüggő perm rétegsor sehol a világon máshol nincs. Dél-Kína azonban ekkor oly messze volt a Föld bármely más – geológiailag fontos – területeitől, mintha a mai üledékképződést kizárólag az új-zélandi viszonyok alapján próbálnánk megérteni. A globális üledékhézagok környékén a datálás mindig kérdéses marad, hacsak nincs olyan szerencsénk, hogy lávaár ékelődik az üledékbe, melyet radiometrikus módszerrel abszolút módon lehet datálni. Ez a datálás azonban még mindig csak az adott területre lesz érvényes.
A lényeg: az adatok összerendelése néhány tízmillió éven belül mindig szubjektív, ha nem áll rendelkezésre abszolút datálási lehetőség. A litosztratigráfia és biosztratigráfia módszerével felállított datálási sorozatoknak csak kis része tekinthető abszolút időben jól elhelyezettnek, nagyobb részük csak bizonyos – de akár több millió éves – bizonytalansági tényezővel értelmezhető. A fent bemutatott irídium-anomália grafikon a csúcsokat tetszetősen egy vonalba, vagyis egy időpillanatra teszi. A valóság az, hogy a csúcsok 72 millió év és 60 millió év közötti időben bárhol lehetnek. A grafikon nem hazudik, csak tendenciózus. Egyrészt azért, mert az irídium származására nézve semmit nem mond, másrészt nem magyarázza az irídium eloszlását, harmadrészt pedig nem bizonyítja az egyidejűséget sem.
Hasonló mondható el a becsapódási kráterek datálásáról is. A Chicxulub-kráter körülbelül 66 millió éves, de nincs egészen pontos kormeghatározása. Mégis minden más olyan krátert, ami körülbelül 66 millió éves, általában a Chixculubot kivájó meteorit darabokra szakadásával magyaráznak és pontosan egy időre helyezik azt. Semmilyen bizonyíték nincs arra, hogy a szintén 66 millió évesre becsült korú Siva-kráter, a Vista Alegre-kráter és az Eagle Butte-kráter bármilyen kapcsolatban lenne egymással. Ráadásul a Siva-képződmény kráterjellegét sem sikerült eddig igazolni, ahogyan a Silverpit-kráter is csak nagyon nagy hibahatárokon belül tehető 66 millió évre és szintén csak feltehető, hogy egyáltalán kráterről van szó. A bovtiskai kráter az egyik legjobban datált a maga 65,17 ± 0,64 millió éves korával, vagyis 65,81–64,53 millió éves. Több mint 1,2 millió év bizonytalanság van ebben is. Ezért ezeknek a krátereknek az egy időpillanatra helyezése és egymással való kapcsolatuk feltevése egyelőre nem több prekoncepcionális elméletnél. Előfeltevés: 66 millió éve egy több darabra szakadt, hatalmas aszteroida csapódott be, ami kipusztította az élővilág nagy részét. Következtetés: a körülbelül 66 millió éves kráterek összefüggenek, a körülbelül 66 millió évre tehető faunaváltást ez okozta.

## Felderítettség
A ma létező fajok számát általában 2 és 20 millió közöttire becsülik. Terry Erwin már az 1990-es években inkább 40 millióra becsülte, amivel nagy feltűnést keltett, de egyes tanulmányok szerint akár 100 millió faj is élhet jelenleg a földön. Eddig 1,7 milliót írtak le a biológusok. Több nagyságrendnyi bizonytalanság van benne. A Föld teljes fajállományának kicserélődését nagyjából tízmillió évre tehetjük, ma nincs a Földön olyan faj, amelyik 20 millió éve létezett volna – leszámítva néhány perzisztens fajt. Ezt alapul véve a Földön valaha létezett fajok számossága minimum a 150 milliós értéket eléri, de százmilliárdig is elmehet. Ebből a valaha létezett 0,15–100 milliárd fajból ma nem egészen negyedmilliót ismerünk. A fentiek alapján az „ismert” fajok száma valószínűleg még kisebb, mivel nagyon sok olyan fajt írtak le, amely összevonható lenne más leírt fajokkal. Ezeknek nagyobb része csak töredékes leletből ismert, és a töredékek értelmezése körül permanens heves vita folyik.
A 160 millió éves periódusban meghatározó jelentőségű dinoszauruszok közül 750–1000 faj ismert. Ha az összes ma élő hüllő fajszámához viszonyítjuk, akkor olyan, mintha a mai hüllők maximum 10 faja alapján próbálnánk átfogó képet alkotni az egész osztályról. Ha az anyag reprezentatív, akkor lehetnének halvány sejtéseink, de a leletanyag sosem az, hanem véletlenszerű. Ráadásul a dinoszaurusz fajok nem egy időpillanat élővilágából származnak, hanem 160 millió éves intervallumból, azaz átlagban kétmillió éves periódusonként tíz. A leletgyakoriság extremitásából következően azonban egyes periódusok kissé jobban fedettek, mások pedig teljesen ismeretlenek. Maguk a lelőhelyek sem tekinthetők reprezentatívnak, a leletmegőrződés véletlenszerűségétől függ. Egyáltalán nem biztos, hogy a kanadai Alberta vagy az USA-beli Montana a felső krétára globálisan jellemző állatvilággal rendelkezett, mégis mivel ezekről a lelőhelyekről származik a legtöbb lelet, ezen térségek rekonstruálhatók a legjobban.
Ha egy faj maradványát az adott időből leírták, és az a következőben nem található meg, három lehetőségünk van, melyből csak a legutolsó, hogy valóban kipusztult. Először arra kell gondolni, hogy megvan, csak nem volt szerencsénk megtalálni, esetleg továbbfejlődött egy olyan alakká, amit szintén nem ismerünk, vagy ismerjük, csak a hézagosság következtében nem tudjuk egymáshoz kötni őket. A Hipparion, Paleohippus, Mesohippus és Eohippus nemzetségeket kihaltként írjuk le, holott leszármazottaik ma is élnek: a lófélék. Kladista módon nem lehet meghatározni, hogy az egyes nemek mettől meddig tekinthetők egyiknek vagy másiknak, az átmenet folyamatos. Kladista nézőpontból az összes ma élő lóféle a Hipparion nembe tartozik.
A dinoszauruszok utolsó képviselői Észak-Amerika lelőhelyeiről kerültek elő. Sokáig úgy tűnt, hogy a kréta-tercier határt megelőző három méteres üledékréteg már teljesen mentes a dinoszauruszoktól. Szívós munkával, a Hell Creek formáció minden lelőhelyének újbóli átvizsgálásával ezt leküzdötték egy méterre. Tény marad azonban, hogy a fogyatkozás a kréta vége előtt megindult, és egyetlen észak-amerikai dinoszaurusz sem érte meg magát a határt. A dinoszauruszok egyébként is a kevéssé ismert élőlénycsoportok közé tartoznak. Könnyen belátható módon minél nagyobb egy állat, annál kisebb eséllyel találjuk meg az ősmaradványanyagban. A leghíresebb és legkeresettebb ősmaradványból, a Tyrannosaurus csontvázából 2000-ig összesen 22 egyed csontváza került elő. Ezt a számot hirtelen megsokszorozta ugyan a Góbi-sivatagban a 2000-es években egy helyen talált 68 példány, de a kerek 90 lelet még mindig nem nevezhető nagy számúnak.
A negyedmillió ismert fajnak csak mintegy 10%-a köthető a nagy kihalásokhoz, az összes többi az úgynevezett természetes háttérkihalás. E tized rész is egy-egy nagy üledékhézag környékén tűnik el, amikor az eltelt hosszú ismeretlen idő miatt egyáltalán nem garantálható, hogy későbbi leszármazottaik azonosíthatóak. Másképp megfogalmazva: a Földön szinte minden valaha kialakult faj kihalt, a ma létező fajok az összes valaha létező fajoknak csak elenyészően kis töredékét képviselik. A kihalás az élet, az evolúció természetes jelensége.

## Példák
A hüllők állítólag nagy kihalási eseményen mentek keresztül, ami lehetővé tette, hogy helyet adjanak az emlősöknek. A tény: ma az emlősök nagyjából hat–hétezer fajjal reprezentálják magukat, míg az állítólag kihalt hüllők hét-nyolcezerrel. A hüllők diverzitása még mindig nagyobb, mint az emlősöké, és ha képbe vesszük a dinoszauruszok közvetlen leszármazottait, a madarakat (Aves vagy Ornithes cl.) a 8600 fajjal, a képlet egészen mást mutat.
A kígyók az összes kontinensen elterjedtek, és – igaz, hogy a Pachyrhacis egyetlen leletéből – úgy tűnik, már a Pangea korában megjelentek. Ugyanez igaz a krokodilokra, melyeket ma három család nyolc neme képvisel, és minden kontinensen elterjedtek (itt Eurázsia egynek számít). Az őskrokodilok egész alrendje (Proterosuchia) kihalt már a triász elején (miután átvészelte a perm-triász határt). Egy másik alrendjük a kréta elején tűnt el, ezek a valódi tengeri krokodilok (Thalattosauria) a jurában. A kréta-tercier határon csak a mai krokodilok egyik családjaként leírt Mosasauridae tagjai haltak ki. Vagyis a valódi tengeri krokodilok jurabeli kihalása után a sós vízhez újra alkalmazkodó tengeri élőhelyű krokodilfélék, míg a krokodilok többi csoportja meg sem érezte a K–T határt.
A kréta korban a Rhynchocephalia rend legtöbb képviselője eltűnik a leletanyagból. A Sphaenodon punctatum (hidasgyík) azonban ma is létezik, mint rendje egyetlen képviselője. Következésképp ez a rend a kréta időszaktól máig bármikor megfogyatkozhatott, csak leletekből nem ismert, mégis a kréta-tercier határkihalás áldozataiként tartják számon.
Hasonló a helyzet a Neopilina vagy a Latimeria nemek esetében. A bogárcsigákat és a bojtosúszósokat is kihaltnak tartották a 20. századig. Valójában csak a leletanyag hézagosságáról volt szó.
Ha a mai hüllők közül csak 1250 évenként egy faj halna ki, akkor nagyjából tízmillió év alatt maradék nélkül eltűnnének. Újabb 60 millió év múlva ezt már katasztrofális, egyidejű kihalásként lehetne regisztrálni még nagyobb üledékhézag nélkül is. Ha azonban a kérdéses 10 millió évből nem ismernénk üledéket, még inkább. A táplálékláncok egymásra épülése következtében azonban a kihalás előbb-utóbb exponenciálissá válik, így a kezdeti lassú ütemmel sem tartana néhány millió évnél tovább, és más típusú lényekre is átterjedne.

## Összegzés
Még az egyes fajpusztulásoknak is, de főleg a tömeges kihalásoknak sokkal bonyolultabb, összetettebb mechanizmusa van annál, mint hogy egyetlen meteoritbecsapódás megmagyarázhatná. Ennek elsődleges bizonyítéka, hogy több mint száz, a Chixclubuéhoz hasonló méretű meteorit becsapódásának nyomát ismerjük, de közel sem okozott mindegyik globális katasztrófát. Ezért a becsapódásos elmélet nem tud számot adni arról, hogy miért éppen az adott meteorit vált pusztítóvá, míg a többi nem. Ennek az ellenkezője is igaz: vannak olyan tömeges kihalási szakaszok, ahol meteoritbecsapódásnak egyáltalán semmi nyoma nincs. A kihalásoknál az alábbi természetes okokkal kell számolni, amelyekre némileg ráerősíthet egy Földön kívüli eredetű kataklizma, de önmagában nem okozza:
1. Éghajlatváltozások. A Föld éghajlata sokszor és drasztikusan megváltozott az elmúlt 600 millió év során. Ezeket legtöbbször a tektonikus mozgások által megváltoztatott hőkiegyenlítő rendszerek okozták, de legalább egy esetben a szárazföldi növényzet széndioxidelnyelő élettevékenysége. A kozmikus hatások teljes igazolása mindmáig nem járt sikerrel, néhány egyidejű esemény még nem jelent közvetlen összefüggést. Éghajlatváltozásokat földi vulkanizmus is okozhat.
2. Evolúciós változások. Az evolúció természetes velejárója a kihalás. Ami egyszer megjelent a Földön, az ki is hal előbb vagy utóbb és a helyét átadja a saját leszármazottainak vagy más, alkalmazkodóképesebb élőlényeknek.[71] Vannak olyan élőlények, amelyeknek fogyatkozása vagy pusztulása láncreakciót indít el, ezek jellemzően a tápláléklánc alján lévők, mivel az egész rendszer rájuk épül. Ha valamilyen okból ezek tűnnek el vagy változnak meg, a tőlük függő összes élőlény sorsa a pusztulás. A permi fauna- és flórakiegyenlítődési folyamat például tömeges kihalásnak tűnik, holott valószínűleg csak annyi történt, hogy az átjárhatóvá váló életterekben a kevés „agresszívebb”, rátermettebb élőlény elfoglalta az addig tőlük elzárt, védett helyek élettereit, kiszorítva azt a sokféleséget, ami addig ott kialakult.[72]
3. Szakaszosság. A legtöbb kihalási eseménynél egyes élőlénykörök hanyatlása bizonyítottan megelőzi a tömeges pusztulást. Sokszor több szakasz vehető ki. A szakaszok léte önmagában a katasztrofizmus ellen bizonyíték.
4. Nem létező kihalások. Egyes korszakhatárokon hosszú idő ismeretlen, mivel globális üledékhézagok nehezítik meg az evolúció nyomon követését. Ha egy több millió éves teljesen ismeretlen időszak elejének és végének ismert élővilága nagyon megváltozott, akkor már tömeges kihalásról beszélnek, holott semmi sem bizonyítja, hogy a kihalás egyidejű lett volna. Sőt maga a tömeges kihalás fogalma is megtévesztő, hiszen a több millió év alatt lezajló evolúció mértékéről semmit sem tudunk, az előd és utód élővilág egymáshoz való viszonya gyakorlatilag ismeretlen. A mai élővilágban gyakorlatilag nincs olyan faj, amely 5 millió évesnél idősebb lenne – leszámítva néhány konokul perzisztens fajt (ami azt jelenti, hogy statisztikailag minden faj kihalt, ami valaha megjelent) –, vagyis ha az elmúlt 5–10 millió évből nem ismernénk üledékeket, 100%-os fajpusztulást regisztrálhatnánk. A tendenciózussághoz az is hozzátartozik, amikor bizonytalan időben történő eseményeket is a tömeges kihaláshoz számítanak, mivel a hibahatárban benne van.
5. Tendenciózus adatok. Az előbbi ponthoz egy példa szolgál bizonyítékul: a triász–jura határon 526 családból 267 kihalt. Ami azt jelenti, hogy 259 viszont túlélte, de általában nem az utóbbi számot említik. Ha a tömeges kihalás katasztrófához kötődik, akkor a túlélők nagy számát semmi sem magyarázza. Azonban a kérdéshez hozzá tartozik, hogy ez a 259 család a triász végén már létezett, majd 20 millió év múlva, a jura elején még mindig. 20 millió év nagy idő még geológiai léptékkel számolva is. Ez az adat éppenséggel stabilitást mutat, nem katasztrófát. Minden kihalási esemény kapcsán találhatók olyan élőlénytársulások, amik ellentmondanak egy katasztrófa feltevésének. A karbon–perm határon utód nélkül kihalt a pikkelyfa és a Cordaites, míg a pecsétfa és a Calamites utódai fennmaradtak.[73] A perm folyamán az összes nyitvatermő növénytípus megjelent (a Bennettitales kivételével, paleodendrikum és mezodendrikum határa) és a perm–triász, majd a triász–jura és a kréta–paleocén kihalási eseményt is túlélték.[74]
6. Az előzmények mellőzése. Az az egymillió évre vetített kihalási ráta állandó fluktuációt mutat és az ordovícium végi kihalást leszámítva minden nagy kihalást megelőzi a kihalási ráta felfutása, vagy legalábbis kezdődő emelkedése.[71] Ez nem lehetne így pillanatszerű katasztrófák esetén. A kihalási ráta emelkedése néha megáll a katasztrofális szint előtt, néha pedig feltartóztathatatlanul tovább emelkedik.
7. Hibás és becsült statisztikák. A nagy kihalásoknál a fajpusztulás mértéke mindig számított érték, mégpedig a határ előtt és után ismert családok és nemzetségek alapján. E számítások esetleges voltát már az is jelzi, hogy a családok és nemzetségek alapján számított fajpusztulási ráta sosem egyezik meg. Általában a családokból számolt érték magasabb, mint a nemzetségekből számolt. De mindkettő végeredményben csak becslés. A becsléseket nagy mértékben befolyásolják az alábbi pontok.
8. Felderítettség. Az egyes korokat néhány száz, legfeljebb néhány ezer faj alapján ismerjük. Ezek nagy része is egy-egy több millió éves periódus összegzései. A földtörténet minden pillanatában a fajok száma több nagyságrenddel nagyobb, mint amiről tudunk.
9. Taxonok. A fosszilis rekord taxonjainak száma köztudottan túl magas, a legtöbb magasabb rendszertani egység felesleges, összevonandó lenne. Ez nemcsak azt jelenti, hogy az ismert élőlények még kevesebbet reprezentálnak egy adott korból, hanem azt is, hogy a számított fajpusztulás értékét felfelé jelentősen meghamisítja.

Az igazság valószínűleg valahol félúton van a katasztrofizmus és a természetes okok között. Ha egy olyan periódusban történik földön kívüli eredetű kataklizma, amikor a földi élővilág egyébként is nehéz helyzetben van – akár evolúciós, tektonikus vagy éghajlati okokból –, ráerősíthet a folyamatra. Még valószínűbb azonban, hogy a K–T-határt már egyetlen dinoszaurusz sem érte meg, és a mexikói krátert ütő meteorit már nem talált egyetlenegyet sem belőlük. Sajátos véletlen, hogy nem sokkal a nagy fogyatkozás és a végleges kihalás után érkezett, de összefüggés nincs közöttük. Hatásai pedig nem lehettek olyan katasztrofálisak, amilyent feltételeznek, mert a dinoszauruszok kipusztításához olyan mértékben kellett volna tönkretenni a Föld bioszféráját, ami egyetlen más élőlény túlélését sem tette volna lehetővé. Ha a békák, szalamandrák, gőték, az összes rovar, a krokodilok és a dinoszauruszok egy csoportja, a madarak túlélték, akkor az összes dinoszaurusznak esélye lett volna túlélni a kataklizmát. Nincs olyan ismert, katasztrófához köthető folyamat, amely életben hagyja a levelibékát, de megöli a Tyrannosaurust.
Az egyik legfontosabb jelenség azonban az, hogy bár a Föld szinte minden pontján ismertek a K–T-határhoz rendelhető határképződmények, ebben eddig egyetlenegy dinoszauruszmaradványt sem találtak. Pedig ha a meteorit okozta a nagy kihalást, akkor egy időpillanatban állatok milliárdjainak kellett volna elpusztulnia. Ehelyett a kréta időszak folyamán már a kréta első harmadában folytonos változás tapasztalható, amelyben egyre kisebb arányú a jellegzetes mezozoikumi életforma.

### Ismeretterjesztő irodalom
- Josef Augusta: Az ősvilág állatóriásai
- Helmut Werner: 1000 dinoszaurusz
- Steve Parker: Az őslények enciklopédiája
- Zdenek Spinar: Élet az ember előtt

### Webhelyek
- http://www.termeszetvilaga.hu/tv98/tv9803/hatter.html Archiválva 2009. augusztus 31-i dátummal a Wayback Machine-ben
- http://www.ace.hu/MNM/MH/1998/811kihalasok.html
- https://web.archive.org/web/20080505121604/http://eper.elte.hu/eper.phtml?cim=palfyjozsef.html
- https://web.archive.org/web/20100126094925/http://hirek.csillagaszat.hu/olvasoink_kerdeztek/20070323_hipernovakihalasok.html
- http://www.gothard.hu/astronomy/astronews/html/2005/20050406.html%5B%5D